# Luckenwalde

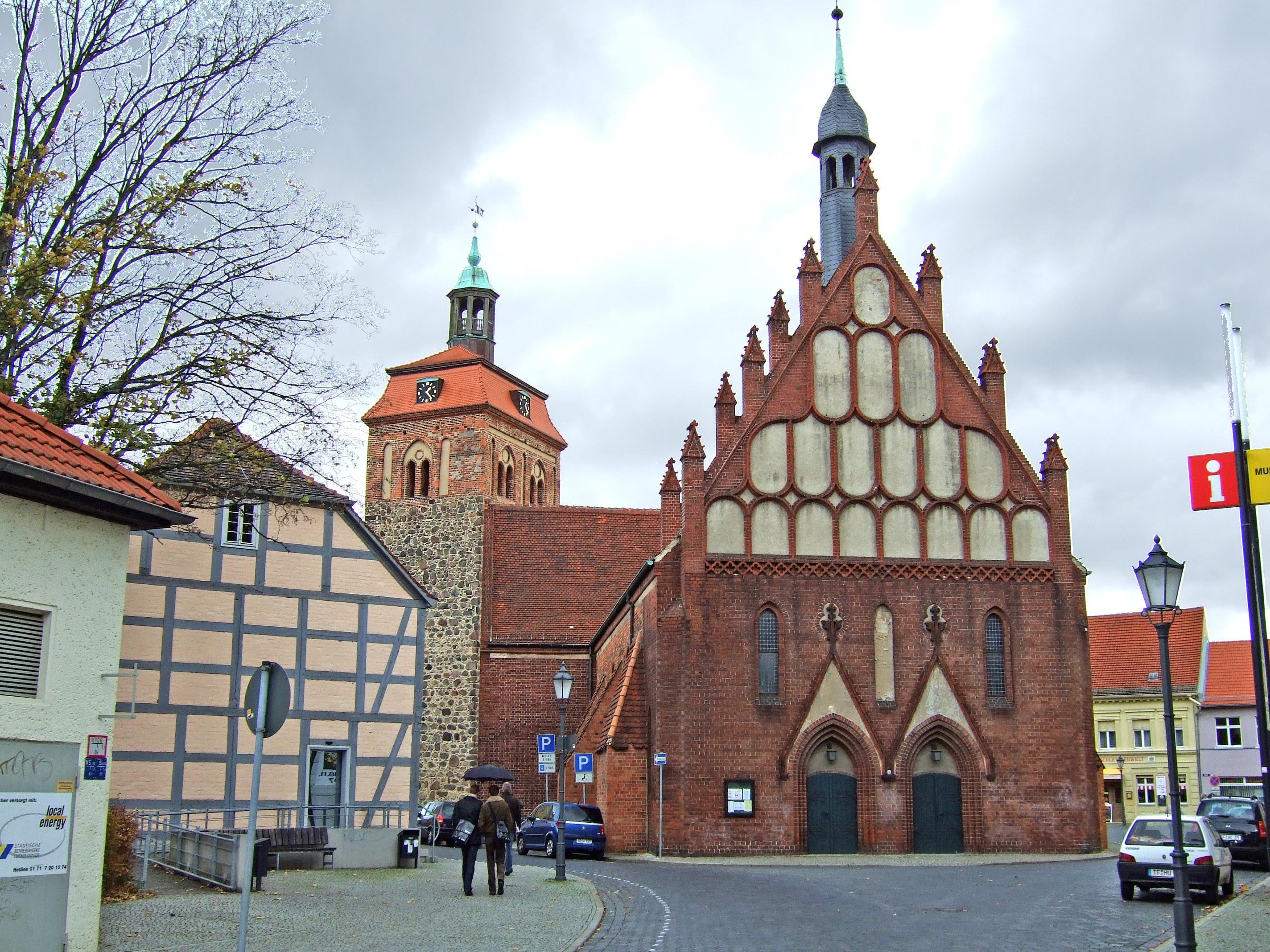
Stadtzentrum mit Johanniskirche und Marktturm

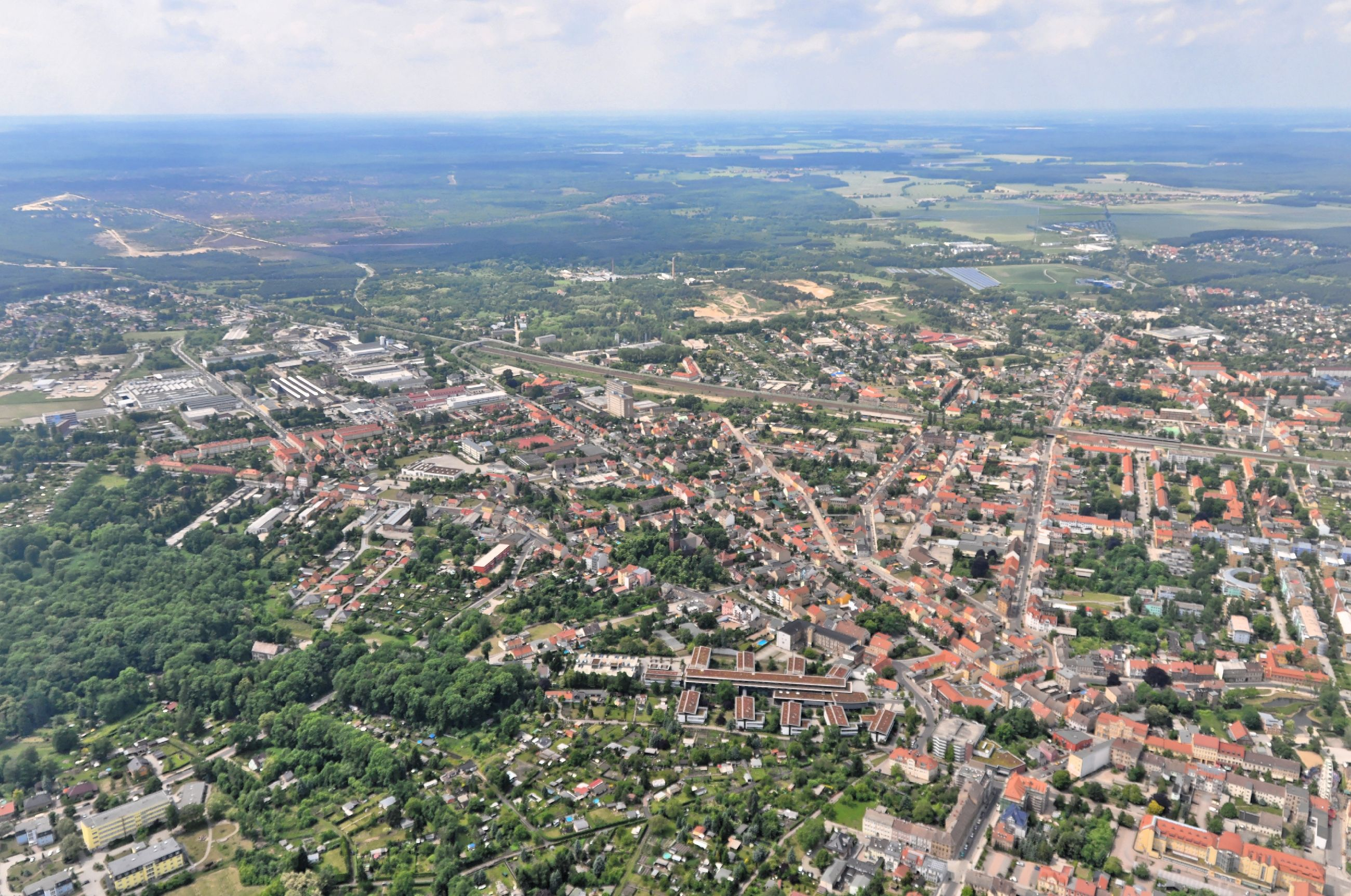
Luftbild von Luckenwalde mit Blick nach Südwesten

Luckenwalde (niedersorbisch Łukowc) ist die Kreisstadt des Landkreises Teltow-Fläming in Brandenburg.

## Geografie

### Lage

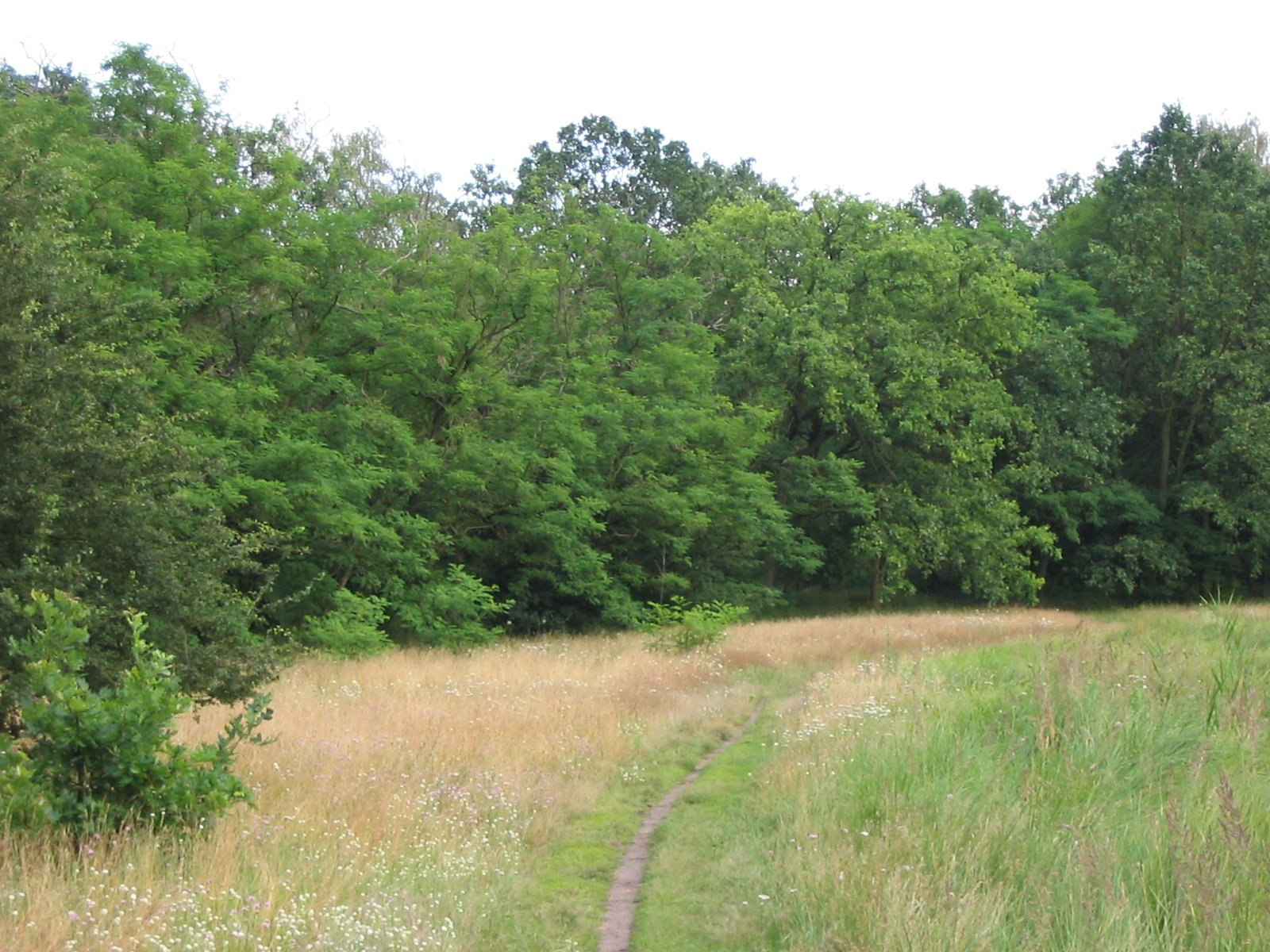
Laubwald im Elsthal

Luckenwalde liegt etwa 50 Kilometer südlich von Berlin, was durch den Merkspruch Luckenwalde, Luckenkien, 50 Kilometer vor Berlin. ausgedrückt wird. Nördlich von Luckenwalde liegt Trebbin, südlich Jüterbog, östlich Baruth/Mark und westlich Treuenbrietzen. In der Nähe des Marktturms beträgt die Höhe über dem Meeresspiegel 49 Meter, bei den Weinbergen westlich des Stadtzentrums sind es 77 Meter.

### Geografischer Überblick und Geologie
Die Stadt liegt in einer Bucht des Baruther Urstromtals, welches hier weit nach Süden ausgreift und mit einer unscharfen Grenze bei Kloster Zinna in den weiter südlich gelegenen Fläming übergeht. Einige Kilometer südwestlich (Keilberg) und südöstlich (Golmberg) der Stadt ist die Grenze jedoch sehr scharf ausgebildet.
Durch das Stadtgebiet verläuft die Brandenburger Eisrandlage. Diese Linie markiert den weitesten Vorstoß des skandinavischen Inlandeises während der jüngsten Eiszeit (der Weichseleiszeit) nach Süden. Die Weinberge, obwohl im Kern schon während der älteren Saaleeiszeit angelegt, sind eine Endmoräne dieses Eisvorstoßes. Die Abdachung der Weinberge nach Westen bildet die dazugehörige Sanderfläche. Auf den Weinbergen hat man in Ton- und Sandgruben sowohl die älteren saalezeitlichen Ablagerungen (meist toniger Geschiebemergel) als auch die jüngeren, sandigen weichselzeitlichen Sedimente abgebaut.

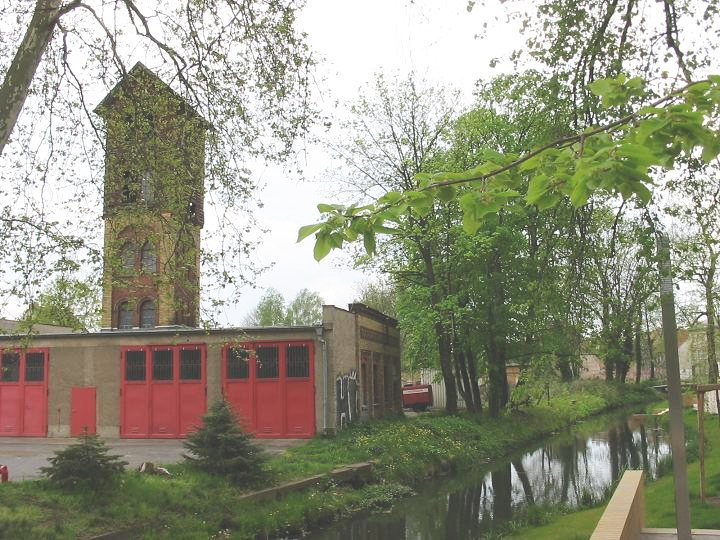
Nuthe und ehemalige Feuerwache der Freiwilligen Feuerwehr

Dennoch ist die Landschaft in und um Luckenwalde im Wesentlichen durch das Urstromtal geprägt, sandig bis moorig und ebenerdig. Der Schmelzwasserabfluss im Urstromtal hat bis auf die Weinberge alle anderen Zeugnisse des Eisvorstoßes wieder abgetragen bzw. verschüttet. Während die älteren Abflüsse im Urstromtal noch nach Westen gerichtet waren, erfolgte die jüngere Entwässerung schon nach Norden. Die Nuthe folgt heute dieser von den Schmelzwässern des Eises vorgegebenen Richtung. Allerdings gibt es Hinweise darauf, dass der Lauf der Nuthe in prähistorischer Zeit zunächst westlich der Stadt verlief und sie damals weiter in Richtung des Pfefferfließes floss. Entsprechende Altläufe der Nuthe sind südlich und südwestlich der Stadt bis heute erhalten. Erst später nahm sie ihren Lauf östlich der Weinberge durch das heutige Stadtgebiet ein, wobei der genaue Zeitpunkt des Umschwenkens des Flusses noch nicht bestimmt wurde.
Das sonst recht ebene Urstromtal wird durch Binnendünen merklich belebt, die vor allem in der ausgehenden Eiszeit aufgeweht wurden. Am Südrand der Stadt beginnt mit den Rauhen Bergen solch ein Flugsandgebiet. Eine Besonderheit ist die aktive Binnendüne auf dem ehemaligen sowjetischen Truppenübungsplatz Zinna, wenige Kilometer südlich der Stadt. Die vorher bewachsene Düne wurde durch das Militär (wahrscheinlich ein Waldbrand) wieder aktiviert und ist bis heute in Bewegung (ca. 1 m pro Jahr).
Wie der Beiname Luch im Walde schon andeutet, war Luckenwalde schon immer von großen Waldgebieten umgeben. Die Laubwälder in der Umgebung, auf Sanderflächen auch Kiefern, gehen direkt in eines der größten Forstgebiete in Brandenburg über.

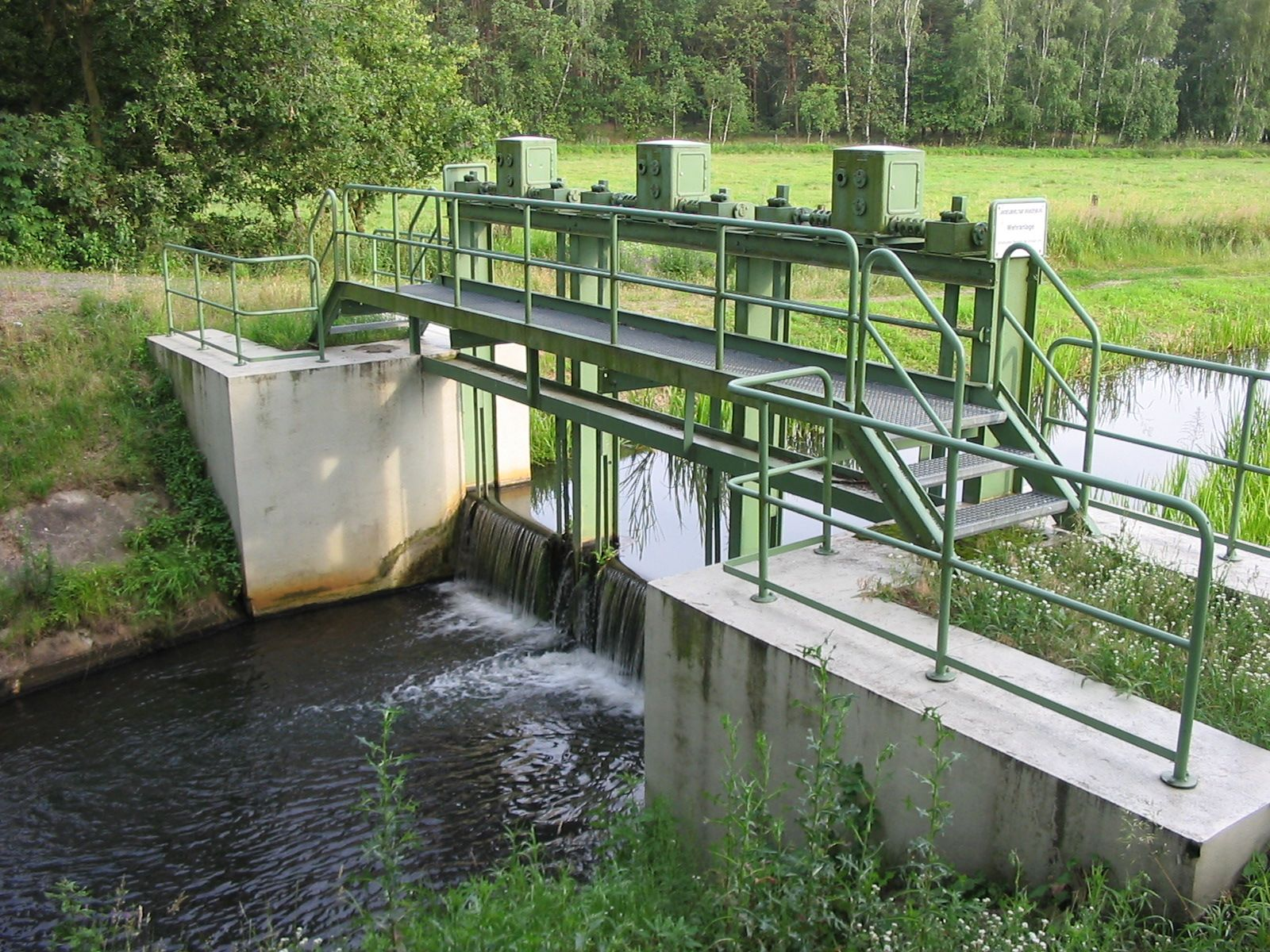
Wehr am Königsgraben, einem Seitenkanal der Nuthe.

Durch Luckenwalde fließt die Nuthe. Diese führte oft zu Hochwasser im Luckenwalder Stadtgebiet oder der Umgebung, die letzte große Überflutung in der Stadt war 1941. Daher wurden Wehre und Kanäle angelegt und der Flusslauf begradigt. Einige Kanäle sind der Königsgraben, der Röthegraben durch den Park und der Dämmchengraben. Im Mittelalter war die Nuthe mit Kähnen von Luckenwalde bis zur Mündung in die Havel schiffbar. Der Fluss war damals bis zu 40 Meter breit. Heute ist die Nuthe im Luckenwalder Stadtgebiet durch die meliorativen Maßnahmen auf einen zwei Meter breiten und einen halben bis 1 Meter tiefen Fluss kanalisiert.
Die Wälder und Wiesen sind Nahrungsquelle für Schwarzwild, Rehwild und Feldhasen. Das Wahrzeichen Brandenburgs, der Rote Milan, ist hier auch beheimatet.
Luckenwalde liegt am Rand des Naturparks Nuthe-Nieplitz.

## Stadtgliederung
Die Stadt Luckenwalde hat nach der Eingemeindung der Gemeinden Frankenfelde und Kolzenburg am 6. Dezember 1993 die zwei Ortsteile Frankenfelde und Kolzenburg.
Hinzu kommen die Wohnplätze Elsthal, Lindenberg, Neu Frankenfelde, Vor dem Baruther Tor und Vor dem Trebbiner Tor.

## Geschichte

### Ur- und Frühgeschichte
Die Anwesenheit von Menschen in dieser Gegend ist durch archäologische Funde in der Umgebung seit der mittleren Steinzeit (Mesolithikum) belegbar. In der Römischen Kaiserzeit (etwa ab Christi Geburt) war die Gegend von Luckenwalde Siedlungsgebiet der germanischen Semnonen. Burgunden zogen während der Völkerwanderungszeit durch das Gebiet nach Westen.

### Der Ort Lugkin im frühen und hohen Mittelalter
Seit dem späten 7. und 8. Jahrhundert siedelten aus Ostmitteleuropa eingewanderte Slawen in Brandenburg und der Niederlausitz. Das vergleichsweise dünn besetzte Gebiet um Plane, Nieplitz und Nuthe tritt später als pagus Ploni („Plane-Gau“) in den Quellen auf und gehörte wahrscheinlich zum Siedlungsgebiet der Heveller. Bis zum Beginn der hochmittelalterlichen Ostsiedlung im 12. und 13. Jahrhundert und noch weit darüber hinaus prägten Slawen die lokale Geschichte. Slawische Bewohner (Wenden) sind in Luckenwalde bis in die frühe Neuzeit, ins Jahr 1542, belegt.
An der Stelle, an der heute Luckenwalde liegt, existierte der slawische Ort Lugkin. Aus Lugkin wurde später die deutsche Bezeichnung Luckenwalde. Dabei bedeutet Lug „Bucht“ oder „Biegung, Bogen“. Dies bezieht sich auf die Lage in einer Bucht des Baruther Urstromtals und auf den Flusslauf der Nuthe. Eine andere Deutung führt die Silbe Lug auf den ebenfalls slawischen Begriff Luch, der für eine feuchte Niederung steht, zurück.
Wahrscheinlich im frühen 10. Jahrhundert wurde eine hölzerne Burg mit Wall, Palisadenzaun und drei wasserführenden Gräben errichtet, 1,7 km östlich des heutigen Stadtzentrums. Der innere Durchmesser dürfte etwa 60 bis 80 Meter betragen haben. Um das Jahr 1007 geriet Lugkin unter die Vorherrschaft des expandierenden Piastenstaats. In der Mitte des 12. Jahrhunderts gelangte Lugkin unter die Vorherrschaft der Wettiner. Dies geschah während des Wendenkreuzzugs von 1147, der allerdings in Gebieten weiter nördlich geführt wurde. Die slawische Burg wurde geschleift und durch neue Anlagen in Stein ersetzt.

### Erste Erwähnung
Die erste urkundliche Erwähnung der Burganlage als Lukenwolde datiert auf den 28. Dezember 1216, als der Brandenburger Bischof Siegfried II. bei seiner Amtsübernahme dem Brandenburger Domkapitel seine Archidiakonatsrechte bestätigte. Zuvor war die Burg in den Bereich des entstehenden Stadtzentrums verlegt worden. Sie bildete das Zentrum eines Burgwardbezirks. Der noch heute existente Marktturm war ein Teil jener Burganlage.

### Kloster Zinna und Entwicklung zur Handelsstadt

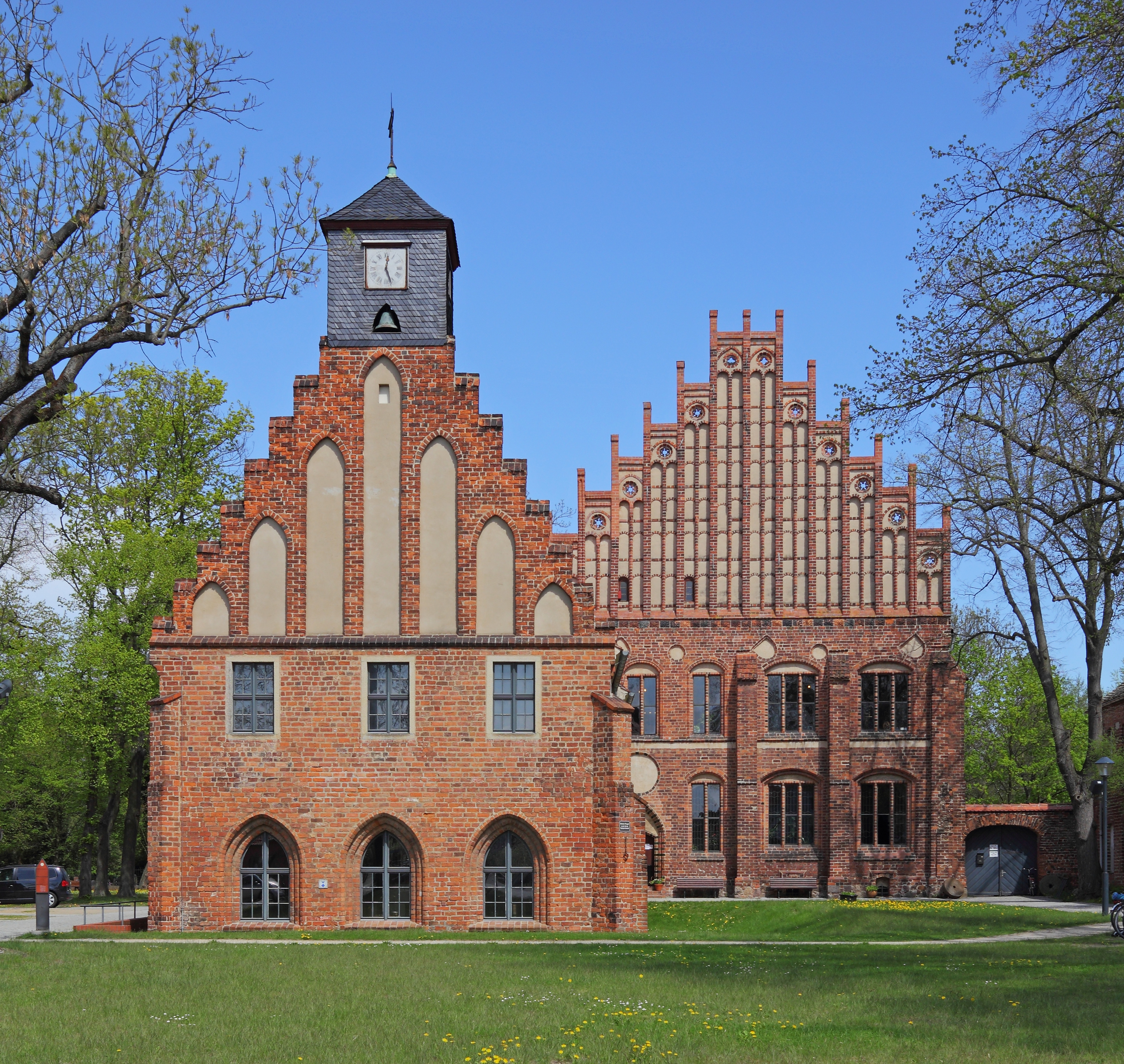
Kloster Zinna

Im Jahr 1285 kaufte das Zisterzienserkloster Zinna den Ort, die Burg sowie weitere elf umliegende Dörfer. Bis dahin waren diese im Besitz der magdeburgischen Ministerialen von Richow. Der Ort wurde als Oppidum (befestigte Marktsiedlung) bezeichnet. In den folgenden Jahrzehnten verfiel die Burg. Die Mönche nutzten das Baumaterial, um daraus die Johanniskirche zu errichten. Luckenwalde lag am Kreuzungspunkt zweier wichtiger Straßen. Der Salztransport aus Halle in Richtung Berlin lief über Luckenwalde.
Daneben begann man in Luckenwalde verstärkt und erfolgreich, Bier zu brauen und zu verkaufen. Laut Theodor Fontane schien das Nuthefließ nur dazu da zu sein, „um in die [Luckenwalder] Bottiche und Braupfannen zu fließen“. Dies führte zu einer Beschwerde durch die Stadt Jüterbog, welche sich in ihren Stadtrechten beschnitten sah. Der Streit um das Bier hatte eine lange Fehde mit Jüterbog zur Folge, der laut Fontane „am liebsten handfest auf allen Kirchweihen“ ausgetragen wurde und Jüterboger Spottverse hervorbrachte wie: „Lieber die Rute, als Luckenwalde an der Nuthe.“
Der Erzbischof Gunther von Magdeburg bestätigte jedoch am 9. Januar 1430 das Brau- und das Handelsrecht: „die mögen brauen, wenn sie wollen, verkaufen und allerlei Handwerksleute haben in aller Maße, wie die Städte umblang gelegen, haben und tun mögen.“ Damit erhielt Luckenwalde erste Stadtrechte, blieb aber im Volksmund weiterhin das Dorf, Flecken oder Städtlein; die mittelalterliche Stadtbildung blieb „unausgereift-landstädtisch“. Luckenwalde besaß auch keine Stadtmauer. 1471 wird erstmals ein Bürgermeister erwähnt. 1540 erhält Luckenwalde sein erstes Stadtwappen. Aus dem Jahr 1492 ist eine Leinewebergilde und 1556 eine Weinherreninnung, aus dem Jahr 1559 eine Schuhmacher-, Pantoffelmacher, Lohgerber-, Schneider- und Schmiedegilde überliefert.
Laut Chronik lebten noch 1542 in der Jüterboger Vorstadt, südwestlich der Altstadt, slawische Wenden (Sorben). Sie hatten keine Bürgerrechte, mussten aber wie die deutschen Luckenwalder dem Kloster Zinna Abgaben leisten. 1553 endete durch die Reformation das Klosterleben, die sogenannten „Jüterboger Lande“ gingen vorerst an das Erzstift Magdeburg.
Der Zeitpunkt des Untergangs der niedersorbischen Sprache in Luckenwalde durch Assimilation an die deutschsprachige Bevölkerungsmehrheit ist nicht überliefert. 1562 erhielt Luckenwalde das Privileg eines zweiten Marktes. Im Jahr 1608 gründete sich die Brauereiinnung. Im Jahr 1616 lebten in der Stadt rund 600 bis 700 Einwohner. Ein Rathaus wurde 1663 gebaut, doch schon 1674 durch einen Brand mit allen darin befindlichen Akten vernichtet.

### Brandenburg und Entwicklung zur Industriestadt
Seit 1680 gehörte die Stadt nach dem Westfälischen Frieden und dem Tod des Magdeburger erzbischöflichen Administrators zum brandenburg-preußischen Herzogtum Magdeburg und bildete als eine Exklave einen eigenen Kreis. 1684 gründete der Zeugmacher Christian Mauhl aus Schandau in Sachsen ein Unternehmen zur Versorgung der preußischen Regimenter. Weitere Tuch- und Zeugmacher folgen. Aus dem Jahr 1704 ist eine Stell- und Radmacherinnung überliefert, aus dem Jahr 1716 die Müller-, 1717 die Bäcker- sowie 1723 die Fleischerinnung, die Tuchmacher folgten 1725. Die erste Apotheke der Stadt öffnete im Jahr 1733 am Markt 4 (im Jahr 2015 die Pelikan-Apotheke). 1740 ließ die Stadt den Neuen Friedhof anlegen. 1745 wurde Luckenwalde zur Amtsstadt. Zur Peuplierung ließ 1750 Friedrich II. südwestlich der Jüterboger Vorstadt die Zinnaer Vorstadt anlegen. Auf seine Initiative hin siedelten sich zahlreiche Kolonisten aus Sachsen und Thüringen an, die zur Anwerbung zwei Groschen je Meile erhielten. In Luckenwalde angekommen stellte die Stadt ihnen ein Kolonistenhaus, ein Morgen Land sowie einen Morgen Wieswachs zur Verfügung. Außerdem waren sie für mehrere Jahre von der Steuer befreit. Am 26. Juni 1752 erhielten der Magistrat und die Bürgerschaft die Erlaubnis, eine Stadtziegelei zu errichten, um die anhaltende Bautätigkeit durch die Herstellung von Mauersteinen zu fördern. Drei Jahre später siedelten sich weitere 32 Kolonistenfamilien in der Heidestraße an (ab dem Jahr 2015 die Rudolf-Breitscheid-Straße). Die Einwohnerzahl Luckenwaldes überschritt damit erstmals die Grenze von 2000 Bürgern. 1772/1773 kam es zu einem innerpreußischen Gebietstausch, wodurch Luckenwalde aus dem Herzogtum Magdeburg ausschied und dafür der Ziesarsche Kreis zu Magdeburg kam. Im Jahr 1776 lebten in Luckenwalde 2250 Einwohner in 346 Häusern. In der Stadt bestanden 20 Innungen, hinzu kamen 16 Weinberge, 150 Pferde, 200 Milchkühe und 100 Schafe.
Nach dem großen Stadtbrand in Gera zogen 1780 und 1781 24 Tuchmacherfamilien nach Luckenwalde. Friedrich II. erteilte die Konzession für die „Große Fabrik“ am Haag, aus der später der Betrieb Volltuch hervorging. Seinerzeit lag die „Geraer Fabriquen Etablissements bey Luckenwalde“ westlich der Nuthe und damit außerhalb der Stadtgrenze. Am 19. November 1808 erhielt Luckenwalde durch die Städtereform des Freiherrn vom Stein komplette Stadtrechte. 1875 stellten sich einige Tuchfabrikanten auf die Hutproduktion um und wurden zur Konkurrenz für die Hutstadt Guben.
Im Jahr 1811 riss die Gemeinde die Friedhofsmauer des alten Gottesackers ab. 1828 vergrößerten die Stadtväter den Marktplatz und ließen ihn pflastern. In diesem Jahr wurde die erste Dampfmaschine in der Lindenberger Spinnerei in Betrieb genommen. Die Friedhofsmauer des Neuen Friedhofs wurde ebenfalls abgetragen und das Baumaterial 1834 für den Bau des Amtsgerichts in der Zinnaer Straße 38 eingesetzt. Nachdem sie am 21. Juni 1841 an die Bahnlinie Berlin-Halle, die Anhalter Bahn, angeschlossen wurde, wuchs die Stadt weiter. Das Rathaus wurde im Jahr 1844 errichtet; 1851 ein Gaswerk. Mitte des 19. Jahrhunderts war Luckenwalde ein Industriezentrum, man zählte 1858 15 öffentliche Gebäude, 736 Wohnhäuser und 1169 Wirtschaftsgebäude. 1864 gründete sich die Tuchfabrik Kallenbach.
1867 ließ Hermann Henschel den Pappteller patentieren. Luckenwalde entwickelte sich zur „Stadt der Schornsteine“. 1876 gründete sich die erste Luckenwalder Möbelfabrik Hirschel. Eine jüdische Gemeinde gab es seit 1869, besonders die Hutindustrie knüpfte an die lange Tradition der Webwarenherstellung an; die beiden jüdischen Unternehmen Goldschmidt und die Gebrüder Herrmann gehörten zu den großen Betrieben in der Stadt. Wichtige Fabriken waren ein Pianowerk sowie die 1878 von Otto Hermann Koebe (1852–1932) gegründete Metallgießerei mit Kupferschmiede zur Pumpenherstellung in der heutigen Poststraße. Nach dem Neubau einer Fabrik im Industriegebiet stellte man die ersten Feuerspritzen her, Saug- und Druckspritzen, später auch Dampfspritzen und Elektro-Motorspritzen her, woraus sich das „Feuerlöschgerätewerk Hermann Koebe“ entwickelte.
Für die Abprotzspritze „Triumph“, die von nur einem Mann bedient werden konnte, erhielt Koebe am 3. März 1905 sein erstes Patent. Koebe-Produkte wurden weltweit eingesetzt. Am 11. Juni 2008 feierte das Unternehmen sein 130-jähriges Firmenjubiläum.
Mehrere Schraubenfabriken nahmen ab 1881 ihre Produktion auf. 1884 eröffnet die Stadtsparkasse ihr Gebäude. 1892 baute die Kirchengemeinde die Petrikirche in der Frankenstraße; ein Jahr später entstand die Freikirche in der Carlstraße (im Jahr 2015 Puschkinallee). Ein weiteres Jahr später errichtete die Kirchengemeinde die Jakobikirche in der Zinnaer Straße. Eine Synagoge entstand 1897. In diesem Jahr wurde der erste Telefonanschluss in Luckenwalde in Betrieb genommen. 1901 zählte der Chronist 19 Tuch- und Buckskinfabriken, 12 Hutfabriken, 21.000 Einwohner und 1.400 Wohnhäuser in Luckenwalde. Ein Jahr später sanierte die Stadt die Johanniskirche und erweiterte sie ein weiteres Jahr später um die Nordkapelle und das Hauptportal. 1906 eröffnete ein Schlachthof; 1907 das Wasserwerk. Im Jahr 1911 wurde die Stadt an die Kanalisation angeschlossen. Zwei Jahre später gab es elektrischen Strom in Luckenwalde. 1914 errichtete die Gemeinde die Josefkirche in der Lindenallee.

### Weimarer Republik und Zeit des Nationalsozialismus
1917 waren in der Stadt insgesamt 31 Firmen ansässig, die der Metallindustrie zugerechnet werden konnten. In der Weimarer Republik waren daher vorwiegend Sozialdemokraten und auch Kommunisten stark vertreten. 1922 entstand die Hutfabrik Steinberg, Herrmann & Co. durch den bald zum Berliner Stararchitekten aufgestiegenen Erich Mendelsohn. 1930 wurde ein Gemeinschaftsgebäude des Stadttheaters und einer Grundschule im Stil der Moderne fertiggestellt.

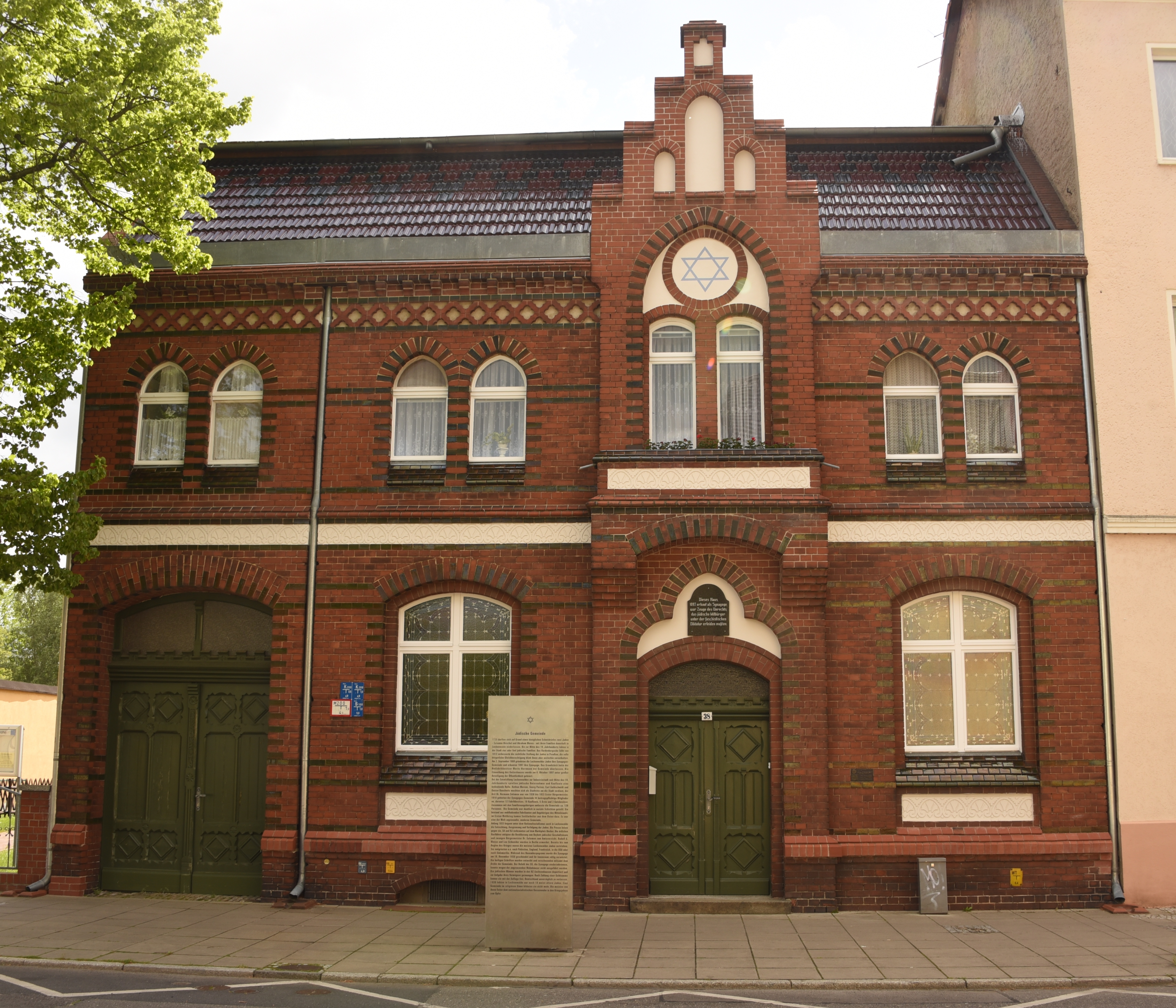
Ehemalige Synagoge mit Gedenktafel

Nach dem Ersten Weltkrieg gab es ein reges jüdisches Gemeindeleben. Bereits in den ersten Wochen nach der NS-Machtübernahme 1933 begannen in Luckenwalde Gewaltakte gegen einzelne Juden. Am 1. April 1933 wurde auch in Luckenwalde der Boykott jüdischer Geschäfte durchgeführt, die Geschäfte mussten vorübergehend schließen. Bereits eine Woche später fand auf dem Marktplatz eine Bücherverbrennung statt, bei der Jugendliche „jüdischen Schmutz und Schund“ ins Feuer warfen, um „damit zum Ausdruck zu bringen, daß die Herrschaft der Juden in Deutschland endgültig vorbei ist“, wie das „Märkische Tageblatt“ am 7. April 1933 vermeldete. Bald wurde einige Betriebe jüdischer Besitzer „arisiert“.
Während des Novemberpogroms 1938 wurden die meisten jüdischen Männer verhaftet und ins KZ Sachsenhausen eingeliefert. Der jüdische Friedhof wurde geschändet und 1943 vollständig zerstört, die noch vorhandenen Geschäfte geplündert. Das Synagogengebäude blieb erhalten, doch wurde die Inneneinrichtung demoliert und teilweise verbrannt. Im Frühjahr 1939 musste das Synagogengebäude an die Stadt Luckenwalde verkauft werden. Bis Kriegsbeginn war bereits die Mehrzahl der Luckenwalder Juden emigriert; die meisten hatten in Palästina und Großbritannien Zuflucht gefunden, aber auch andere europäische und überseeische Länder waren Zielorte. Ende 1939 lebten in Luckenwalde nur noch 18 Juden, meist Ältere; ein Teil wurde später nach Theresienstadt deportiert. Joseph Freudenthal, der Verfasser der 1919 erschienenen Chronik der Luckenwalder Juden und Vater von Hans Freudenthal, war im KZ Bergen-Belsen mit Frau und Tochter inhaftiert. Im Rahmen des sog. „Palästina-Austausches“ konnten sie ausreisen.
Von 1939 an bis zum Ende des Krieges 1945 existierte das Kriegsgefangenenlager Stammlager III A. Hier waren Kriegsgefangene aus zehn Ländern inhaftiert. Mehr als 5.000 Gefangene – besonders aus der Sowjetunion – starben insbesondere an Hunger und Krankheiten. Der Lagerfriedhof und eine Ausstellung im Heimatmuseum erinnern an diese Zeit.
Während des Krieges existierte in Luckenwalde die lokale Widerstandsgruppe „Gemeinschaft für Frieden und Aufbau“.
Im Zweiten Weltkrieg wurde die Stadt weitgehend verschont bis auf wenige Schusswechsel, als die Rote Armee am Morgen des 22. April 1945 Luckenwalde einnahm. In der Umgebung aber wurde in Wald- und Luchgebieten zwischen dem 25. April und dem 1. Mai 1945 heftig gekämpft. In Luckenwalde richtete die Rote Armee ein Lager für Soldaten ein, die sich bei Vergewaltigungen Geschlechtskrankheiten zugezogen hatten. Diese brachen aber nachts regelmäßig aus und setzten ihr Treiben im Ort fort.

### Sowjetische Besatzungszone und Deutsche Demokratische Republik
Am 24. August 1945 wurde Luckenwalde Kreisstadt des Kreises Luckenwalde-Jüterbog und löste in dieser Funktion Jüterbog ab. Rund 90 Prozent der Industrieanlagen gelangten als Reparationen in die Sowjetunion. Die Stadt baute die Industrie jedoch wieder auf. Zu den traditionellen Gewerken kamen Betriebe hinzu, die Betonelemente, Wälzlager, Schaltelemente und Fernsehgeräte produzierten.
Mit der Verwaltungsreform 1952 wurden Luckenwalde und Jüterbog eigenständige Kreise im nunmehrigen Bezirk Potsdam.

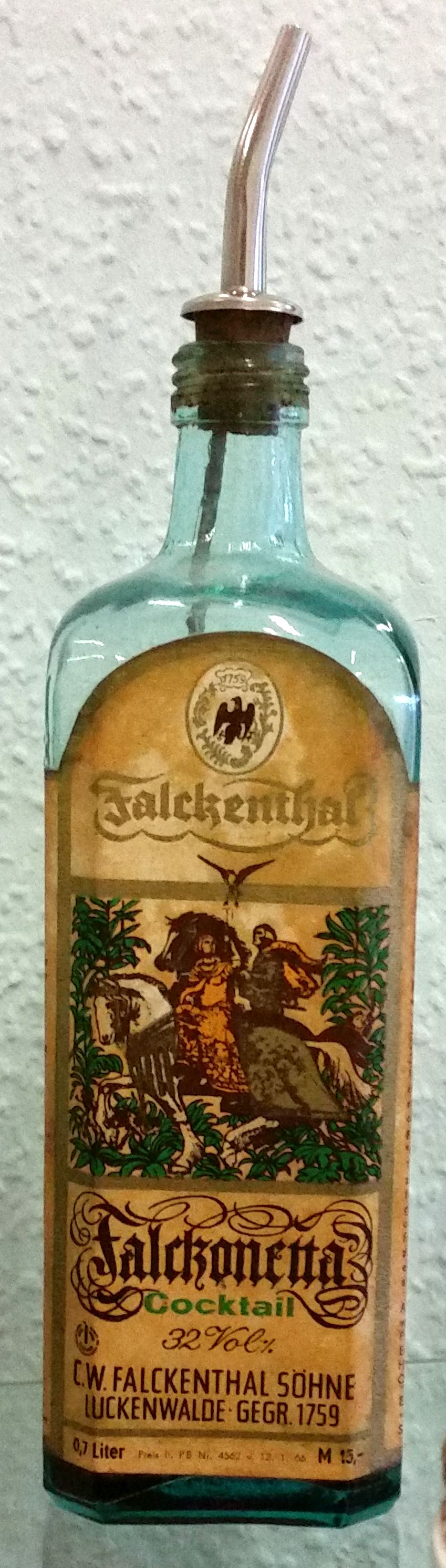
Spirituose aus der Fabrik Falckenthal, ehemals „Brennerei C.W. Falckenthal Söhne“

Auch in der DDR behielt Luckenwalde seine Stellung als wichtiger Industriestandort. Wichtige Betriebe waren VEB Volltuch, VEB Wälzlagerwerk Willy Sägebrecht, VEB Kontaktbauelemente, VEB Baustoffwerk, VEB Feuerlöschgerätewerk (FGL), VEB Hutmoden, VEB Luwal (Schuhfabrik), VEB Deutsche Piano-Union Leipzig – BT Luckenwalde, VEB Pappen und Papier, GPG Blütenfreude, VEB Plastverarbeitung, VEB Beschläge, VEB Märkische Möbelwerke Trebbin – Betriebsteil Luckenwalde, VEB Blankschrauben, Innenraumgestaltung, VEB Getränkeproduktion (Lucks-Bräu) und des ehemaligen Spirituosenherstellers „Brennerei C.W. Falckenthal Söhne“ – VEB Edelbrände und Spirituosen.
Dies führte zu verstärktem Wohnungsneubau. Bei Bauarbeiten am Neubaugebiet Burg wurden historische Artefakte aus der Zeit des slawischen Burgwalls entdeckt und ausgegraben. In den 1980er Jahren wurde in zwei unterschiedlichen Bauabschnitten die innerstädtische Breite Straße zur Fußgängerzone (Boulevard) umgestaltet.
Der Sport wurde mit einer Kinder- und Jugendsportschule (KJS) gefördert. Die KJS Luckenwalde wurde 1953 gegründet, erhielt aber im Unterschied zu den gleichen Einrichtungen in der DDR keinen gesonderten Namen. Der Ringer Hans-Dieter Brüchert des Dynamo Luckenwalde gewann bei den Olympischen Sommerspielen 1976 in Montreal die Silbermedaille. Der 1949 in Luckenwalde geborene Hartmut Briesenick errang 1970 und 1974 den Europameistertitel im Kugelstoßen.
Schon in der DDR begann die Einwohnerzahl in Luckenwalde langsam abzunehmen. Nach dem Zweiten Weltkrieg waren es fast 30.000 Einwohner, diese Zahl sank auf etwa 27.000 ab. Über die Friedliche Revolution berichtete 1989 Alexander Smoltczyk nach dem Mauerfall für die taz:
Dann folgt auch die Luckenwalder SED dem Beispiel aus Berlin und lädt für den 5. November zu einer öffentlichen Aussprache. 600 Menschen kommen – und sprechen sich gründlich und heftig aus. Die lokale Parteizeitung „Märkische Volksstimme“ erstattet zwei Tage später ausführlich Bericht, zu ausführlich vielleicht: Der Lokalredakteur wird prompt in das SED-Haus in der Dimitroffstraße zitiert und muss vor der Kreisleitung Abbitte leisten.

### Nachwendezeit
Mit der Wende und friedlichen Revolution brach die Produktion fast aller Betriebe im Jahr 1990 zusammen. Ein Jahr später begann die Erschließung neuer Gewerbeflächen und die gezielte Suche nach Neuansiedlungen.
1993 wurden die Kreise Luckenwalde, Zossen und Jüterbog zum Landkreis Teltow-Fläming zusammengeschlossen. Luckenwalde wurde die Kreisstadt des neugebildeten Kreises.

Luckenwalder Kreishaus

1995 wurde der Beschluss zum Bau eines neuen Kreishauses in Luckenwalde gefasst. Im Jahr 2000 wurde der 24.800 m² große Gebäudekomplex offiziell eingeweiht.
Der Abwanderungstrend aus DDR-Zeiten setzte sich nach der Wende verstärkt fort. Die Einwohnerzahl sank von 26.544 im Jahr 1990 über 22.111 im Jahre 2001 auf 20.324 (zur Vergleichbarkeit hier ohne Eingemeindungen) im Jahre 2007. Durch die Abwanderung hauptsächlich der Jugend und eingebrochene Geburtenzahlen stieg der Altersdurchschnitt rapide. Außerdem standen wie in anderen ostdeutschen Städten mehr Wohnungen leer.
Die Bedeutung als Industriestadt ging verloren. Viele Betriebe wurden geschlossen, und die Arbeitslosigkeit stieg auf 23,7 % (im Januar 2005). Daher wurden Aktivitäten unternommen, neue Schlüsseltechnologien anzuziehen – zum Beispiel im Jahr 1997 durch die Gründung eines Biotechnologieparks – und den Dienstleistungssektor zu stärken. Im Jahr 1999 wurde die Bahnstrecke im Zuge des Verkehrsprojektes Deutsche Einheit Nr. 8 ausgebaut. In den Jahren 1999 und 2000 entstanden ein Freizeit- und Sportzentrum sowie die Fläminghalle und die Fläming-Therme. Dennoch litt insbesondere die Innenstadt unter einer hohen Verkehrsbelastung. Im Jahr 2001 begann das Land daher mit dem Bau einer Ortsumgehung der Bundesstraße 101. In den Jahren 2002 und 2003 entstand der Berliner Platz, der am 20. September 2003 eingeweiht wurde. Auf dem Bahnhofsvorplatz weihte die Stadt am 4. März 2004 eine Gedenktafel für die Luckenwalder Widerstandsgruppe ein. Seit 2009 werden Stolpersteine in der Stadt verlegt.
2019 erreichte der Kreis Teltow-Fläming einen historischen Tiefstand der Arbeitslosigkeit von 4,2 Prozent. In Luckenwalde werden Löschfahrzeuge, Aids-Medikamente, Medizintechnik und Schiebemuffen, Betonkabelkanäle und Repetiergewehre produziert.

## Bevölkerungsentwicklung
Zwischen 1933 und 1990 schwankte die Bevölkerungszahl der Stadt zwischen 25.000 und 31.000. Im Jahre 1946 hatte Luckenwalde durch den Zuzug von Flüchtlingen aus den Ostgebieten mit etwa 31.000 die höchste Einwohnerzahl seiner Geschichte erreicht. Danach verlor die Stadt wegen der Konzentration des Wohnungsbaus in Berlin und den Bezirksstädten kontinuierlich an Einwohnern. Nach der Wende in der DDR hat sich dieser Prozess durch Abwanderung und Geburtenrückgang, bedingt durch die hohe Arbeitslosigkeit, zunächst verstärkt. So verlor die Stadt von 1990 bis 2015 über 5000 Einwohner, zeigt seitdem aber kaum noch Veränderungen.
| Jahr | Einwohner |
| ---- | --------- |
| 1830 | 05.110    |
| 1861 | 10.300    |
| 1875 | 13.861    |
| 1890 | 18.398    |
| 1910 | 23.476    |
| 1925 | 24.796    |
| 1933 | 25.763    |
| 1939 | 28.668    |
| 1946 | 30.979    |
| 1950 | 30.725    |

| Jahr | Einwohner |
| ---- | --------- |
| 1964 | 29.215    |
| 1971 | 29.000    |
| 1981 | 27.348    |
| 1985 | 26.882    |
| 1990 | 25.668    |
| 1995 | 24.185    |
| 2000 | 22.389    |
| 2005 | 21.373    |
| 2010 | 20.471    |
| 2015 | 20.358    |

| Jahr | Einwohner |
| ---- | --------- |
| 2020 | 20.586    |
| 2021 | 20.535    |
| 2022 | 20.742    |
| 2023 | 20.904    |
| 2024 | 21.010    |

Gebietsstand des jeweiligen Jahres, Einwohnerzahl: Stand 31. Dezember (ab 1991), ab 2011 auf Basis des Zensus 2011, ab 2022 auf Basis des Zensus 2022
Bei der Zahl aus dem Jahr 1830 handelt es sich um eine Schätzung, danach um Volkszählungsergebnisse und amtliche Fortschreibungen der jeweiligen Statistischen Ämter beziehungsweise der Stadtverwaltung selbst. Die Angaben beziehen sich ab 1861 auf die „ortsanwesende Bevölkerung“, ab 1925 auf die Wohnbevölkerung und seit 1966 auf die „Bevölkerung am Ort der Hauptwohnung“. Vor 1843 wurde die Einwohnerzahl nach uneinheitlichen Erhebungsverfahren ermittelt.

## Politik

### Stadtverordnetenversammlung
Die Stadtverordnetenversammlung von Luckenwalde besteht aus 28 Stadtverordneten und dem hauptamtlichen Bürgermeister. Die Kommunalwahl am 9. Juni 2024 führte bei einer Wahlbeteiligung von 59,0 % zu folgendem Ergebnis:
| Partei / Wählergruppe                                 | Stimmenanteil 2019 | Sitze 2019 |        | Stimmenanteil 2024 | Sitze 2024 |
| ----------------------------------------------------- | ------------------ | ---------- | ------ | ------------------ | ---------- |
| Gemeinsam für Luckenwalde (GFL)                       | –                  | –          | 24,4 % | 7                  |            |
| SPD                                                   | 28,0 %             | 8          | 21,7 % | 6                  |            |
| CDU                                                   | 16,6 %             | 5          | 18,7 % | 5                  |            |
| Die Linke                                             | 22,0 %             | 6          | 13,3 % | 4                  |            |
| Bauernverband Teltow-Fläming (BV)                     | 02,3 %             | 1          | 04,5 % | 1                  |            |
| Luckenwalde Ökologisch Sozial (LÖS)                   | –                  | –          | 04,1 % | 1                  |            |
| Einzelbewerber Andreas Teichert                       | –                  | –          | 03,5 % | 1                  |            |
| FDP                                                   | 02,9 %             | 1          | 03,0 % | 1                  |            |
| Bündnis 90/Die Grünen                                 | –                  | –          | 02,9 % | 1                  |            |
| Die PARTEI / PDS                                      | –                  | –          | 02,6 % | 1                  |            |
| Einzelbewerber Florian Recknagel                      | –                  | –          | 01,3 % | –                  |            |
| AfD                                                   | 15,0 %             | 4          | –      | –                  |            |
| Luckenwalde Ökologisch Sozial / Bündnis 90/Die Grünen | 08,1 %             | 2          | –      | –                  |            |
| Freie Wähler Luckenwalde                              | 04,1 %             | 1          | –      | –                  |            |
| NPD                                                   | 01,0 %             | –          | –      | –                  |            |
| Insgesamt                                             | 100 %              | 28         | 100 %  | 28                 |            |

Als Industriestadt war Luckenwalde klassischerweise eine „rote“ Stadt, deren Bürger zu Zeiten der Weimarer Republik bevorzugt Sozialdemokraten wählten. Nach der Wende wurde die SPD erneut stärkste Partei und erreichte bei Landtags- und Bundestagswahlen teilweise über 50 % der Stimmen. Bei Kommunalwahlen wurde sie zumeist stärkste Fraktion, erreichte jedoch angesichts einer starken PDS/Die Linke bei weitem nicht wieder die absolute Mehrheit.

### Bürgermeister
- 1990–1994: Peter Gruschka (SPD)
- 1994–2002: Peter Blohm (parteilos)
- seit 2002: Elisabeth Herzog-von der Heide (SPD)[24]

Herzog-von der Heide wurde nach am 2. Dezember 2001 gewonnener Stichwahl am 5. Januar 2002 offiziell von der Stadtverordnetenversammlung als Bürgermeisterin berufen, am 27. September 2009 wiedergewählt und am 24. September 2017 mit 57,3 % der gültigen Stimmen in ihrem Amt bestätigt. Ihre Amtszeit beträgt acht Jahre.

### Wappen

Früheres Luckenwalder Wappen, 1637

Luckenwalde erhielt erst 1540, über 100 Jahre nach der Verleihung erster Stadtrechte, ein eigenes Wappen. Das Bild zeigt das Wappen aus dem Jahr 1637. Wie in anderen alten Versionen des Wappens, sieht man hier einen Pelikan (als christliches Symbol) mit geöffneten Schwingen. Der abgebildete Baum, ein Laubbaum, symbolisiert das Braurecht, welches zu den Vorrechten der Grund- und Landesherrschaft gehörte und nur ihnen vorbehalten war. In späteren Abbildungen wurde der Baum zur Kiefer.
| Wappen von Luckenwalde | Blasonierung: „In Blau ein durchbrochener goldener Renaissanceschild, von Gold belegt mit zwei schräggekreuzten Krummstäben, bewinkelt vorn und hinten von je einem sechsstrahligen Stern und unten von einem Nadelbaum; der Schild wird silbern bekrönt von einem durchbrochenen Nest mit einem seine vier Junge fütternden Pelikan.“ |
| Wappen von Luckenwalde | Wappenbegründung: Das Luckenwalder Wappen enthält wiederum die Abbildung eines Wappens, welche die Basis für ein Pelikannest bildet. Diese eigentümliche Form kam zustande, weil die Luckenwalder ihr Wahrzeichen, den Pelikan, über dem Stadtwappen platziert sehen wollten, die zuständige Behörde diese abweichende Wappenform aber nicht akzeptieren wollte. Im Oberwappen ein Nest mit einem Pelikan und vier Jungen. Luckenwalde besitzt dieses Wappen bereits seit 1540. Die Bischofsstäbe weisen auf die kirchliche Oberherrschaft, auf die Belehnung mit dem Besitz (Zepterlehen) und die Ausübung der Gerichtshoheit hin, der eine soll den Abtsstab des Klosters Zinna, der andere den Bischofsstab von Magdeburg andeuten. Die Tanne versinnbildlicht die waldreiche Umgebung (Lug am Walde = Luckenwalde). Die zwei Sterne deuten an, dass Luckenwalde auch der Gerichtsbarkeit dieser beiden Ortsherren unterstand. Außerdem sind sie Symbole für Glück und Ruhm. Die Kiefer deutet auf das Braurecht hin. Über diesem inneren Wappenschild ist ein Nest mit einem Pelikan und vier Jungvögeln. Die Legende besagt, dass die Mutter in einer Hungersnot sich die Brust aufgerissen hat, um mit ihrem Blut die Jungen zu füttern. Dieses Symbol soll an die Sorge der Stadtväter um die Bürger erinnern. Das Wappen wurde am 8. November 1995 durch das Ministerium des Innern genehmigt. |

### Flagge
Die Stadtflagge (Proportion 3:5) ist gelb - blau (1:1) gestreift (Hissflagge: Streifen waagerecht, Banner: Streifen senkrecht) und mit dem Wappen der Stadt im Obereck belegt. Der Mittelpunkt des Wappens in der Höhe von 2/3 einer Streifenbreite befindet sich im Mittelpunkt des Oberecks.

### Dienstsiegel
Das Dienstsiegel zeigt das Wappen der Stadt mit der Umschrift: „STADT LUCKENWALDE • LANDKREIS TELTOW-FLÄMING“.

### Städtepartnerschaften
In den 1980er Jahren wurde die französische Stadt Dieppe Partnerstadt von Luckenwalde. Ab den 1990er Jahren wurden die Beziehungen jedoch nicht weiter gepflegt. Der Verein zur Förderung Internationaler Städtekontakte ist dabei um die Reaktivierung der Verbindung bemüht.
Am 2. März 1990 wurde Bad Salzuflen zur Partnerstadt gewählt, was dann am 7. September 1990 auch formell beschlossen wurde.

## Sehenswürdigkeiten
In der Liste der Baudenkmale in Luckenwalde und in der Liste der Bodendenkmale in Luckenwalde stehen die in der Denkmalliste des Landes Brandenburg eingetragenen Kulturdenkmäler.

### Stadtzentrum
Das Stadtzentrum wird durch den Marktplatz und die sich anschließende Breite Straße (umgangssprachlich Boulevard) geprägt.

Kariedelbrunnen auf dem Boulevard

Die Breite Straße ist als Hauptgeschäftsstraße der Stadt komplett als Fußgängerzone ausgewiesen. Hier finden der alljährliche Luckenwalder Weihnachtsmarkt, dessen Markenzeichen die Märchenfiguren des Grafikers Gerd Gebert und eine große Tanne neben dem Kariedelbrunnen sind, das Turmfest und die Luckenwalder Automeile statt.

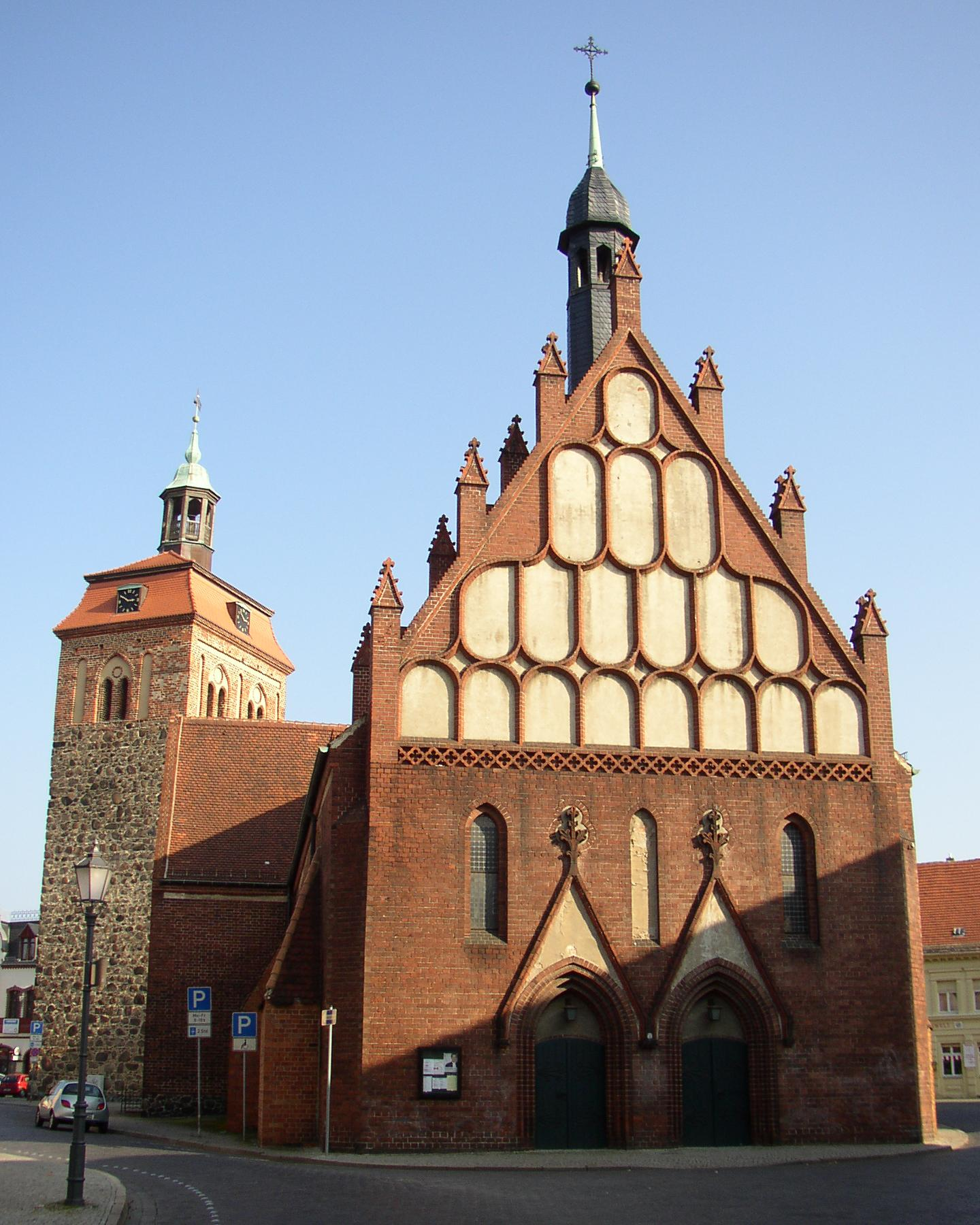
St. Johanniskirche, dahinter der Marktturm

In der Mitte der Breiten Straße steht der rekonstruierte Kariedelbrunnen. Die originalen Kariedelfiguren gingen im Zweiten Weltkrieg verloren. Die Figuren stellen zwei Kinder dar, die kariedeln gehen, d. h. Nahrungsmittel sammeln und diese auf Stöcke aufstecken.
Am angrenzenden Marktplatz befinden sich das historische Gebäude des Rathauses und daneben das Heimatmuseum. Gegenüber dem Rathaus steht die Sankt-Johannis-Kirche und nur wenige Meter daneben der Marktturm, das Markenzeichen Luckenwaldes. Mehrmals in der Woche ist Markttag und der Platz ist von den Ständen der Händler belegt.
Marktturm

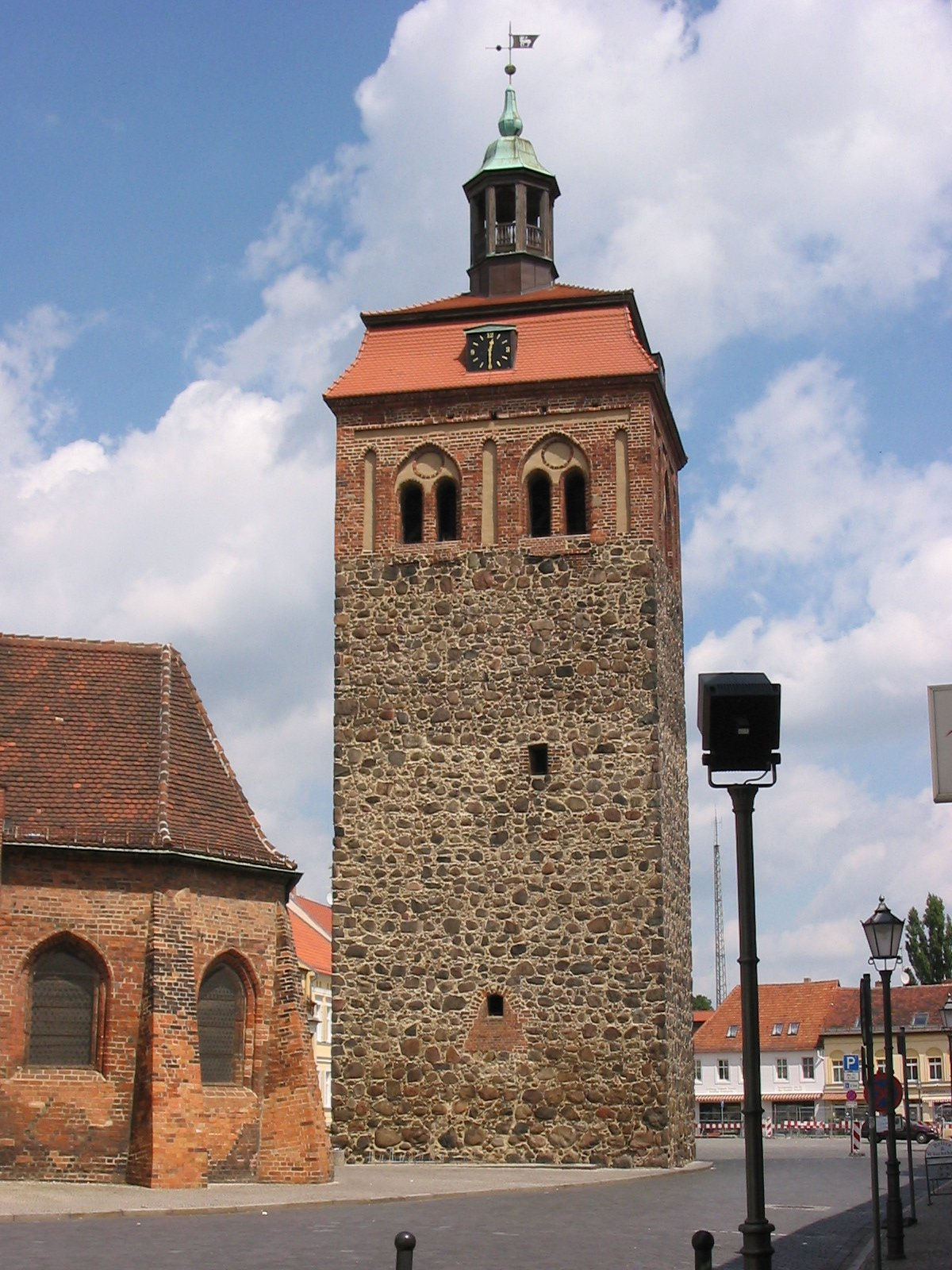
Marktturm, das Luckenwalder Wahrzeichen

Der Marktturm ist das Wahrzeichen der Stadt Luckenwalde. Er steht auf dem Marktplatz, wenige Meter von der Kirche entfernt, was zu einer lokalen Legende führte:
In früheren Zeiten stand der Marktturm direkt bei der Kirche, er war noch ein Kirchturm. Die Jüterboger jedoch waren neidisch, und wollten den Kirchturm stehlen. Deshalb luden sie ihn bei Nacht auf einen großen Wagen. Sie kamen jedoch nicht weit, nach wenigen Metern zerbrach der Wagen, und der Turm landete wieder auf dem Boden. An dieser Stelle steht er bis heute.
Die ältesten Teile des Turmes stammen aus dem 12. und 13. Jahrhundert. Dabei gehörte der Burgwart Luckenwalde (castrum, nordöstlich der Johanniskirche im Niederungsgebiet, archäologische Ausgrabung 1987) zu den bedeutenderen Burgwarteinheiten des Nieplitz-Nuthe-Gebietes.
Seit 1484 dient der Turm der Pfarrkirche St. Johannis als Glockenturm. Er ist 38 m hoch. Von seiner Aussichtsplattform kann man bei klarem Wetter den 50,5 km entfernten Berliner Fernsehturm sehen.

### Kirchen

#### St.-Johannis-Kirche
Die Hauptkirche der Stadt wurde im spätgotischen Stil im 15. Jahrhundert errichtet.

#### St.-Jakobi-Kirche
Die St.-Jakobi-Kirche wurde in den Jahren 1892 bis 1894 nach Plänen des Geheimen Oberbaurates Friedrich Adler gebaut. Das Protektorat (von lat. protegere, ‚schützen‘) übernahm die Kaiserin und Königin Auguste Victoria.
Der Baustil lehnte sich stark an romanische Motive an. Der Turm hat eine Höhe von 72 Meter. Die Turmuhr, hergestellt in der Berliner Großuhrenfabrik C. F. Rochlitz, verkörperte 1893 den neuesten Stand der Technik und wurde als technische Neuheit anlässlich der Weltausstellung in Chicago der Öffentlichkeit präsentiert.
Die Kanzel und der Schalldeckel in Eichenholz wurden in der Werkstatt von Holzbildhauer Gustav Kuntzsch in Wernigerode angefertigt. Die Orgel, gebaut von der Orgelbaufirma Gebrüder Dinse (Oswald [1845–1918] und Paul Dinse [1849–1916]), Berlin, stellte man in einem Schaugehäuse auf, das von der Firma Gustav Kuntzsch hergestellt worden war.

#### St.-Joseph-Kirche
Die katholische Kirche Sankt Joseph wurde in den Jahren 1913/14 im neugotischen Oktogonalbau mit Doppelturmfassade erbaut. 2014 zum 100-Jahr-Jubiläum fand eine größere Sanierung statt. Hierbei wurden Turm und Portal, Dach und Fenster denkmalwürdig erneuert und repariert. Dabei stellte sich auch heraus, dass die Kirche sogar fünf Meter höher ist, als es bis dahin dokumentiert war.

#### St.-Petri-Kirche
Die Kirche St. Petri ist eine neogotische Saalkirche aus den Jahren 1890 bis 1892.

### Stadtpark

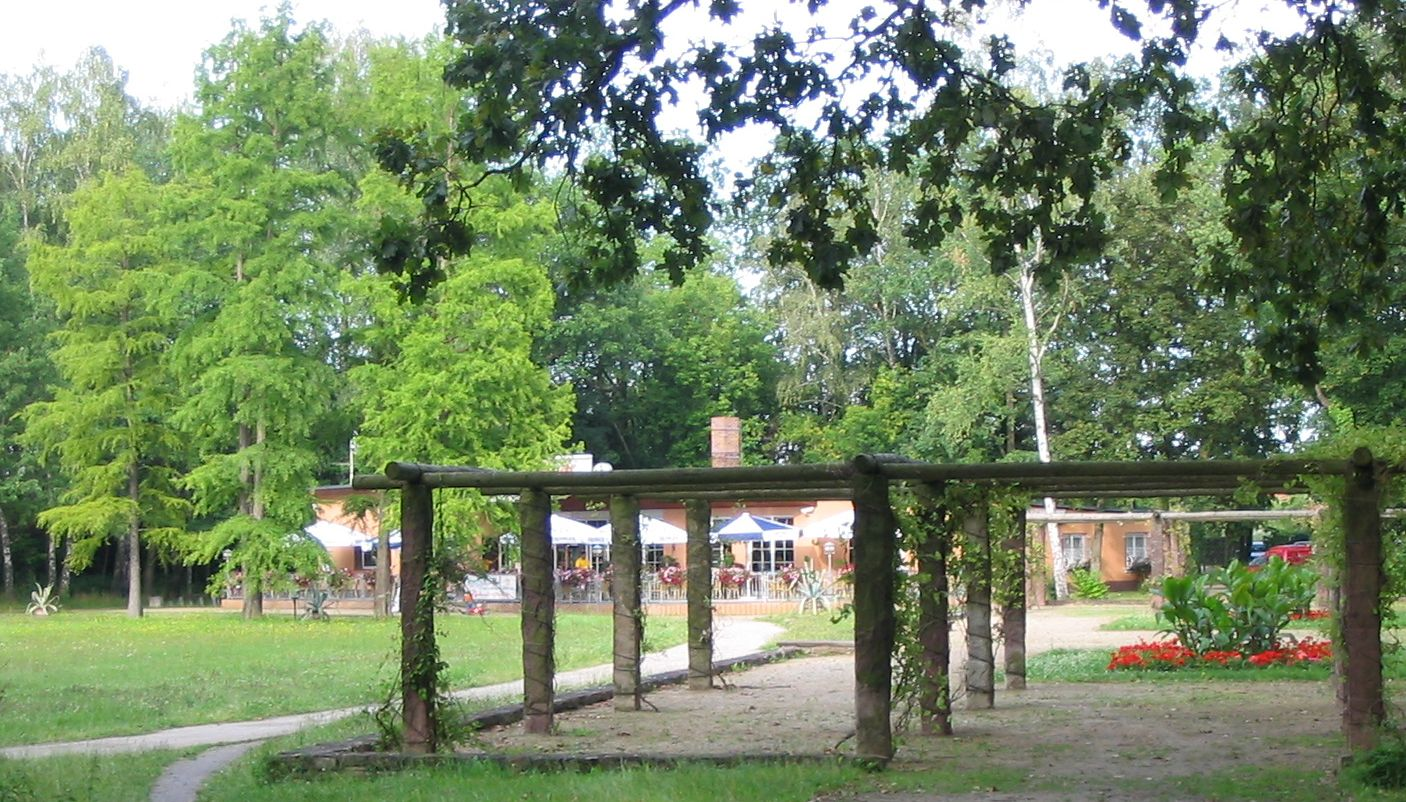
Blick durch den Stadtpark

Der Stadtpark ist eine Parkanlage am Rand von Luckenwalde. Wege, kleine Wäldchen, Buschanlagen, Wiesen sowie ein Parkcafé bilden die Grundlage für den Park als Ausflugsziel. Ein Teil des Stadtparks nimmt der städtische Tierpark ein. Auf dem rund zwei Hektar großen Gelände leben rund 200 Tiere in 39 Arten. Einmal im Jahr wird ein Parkfest veranstaltet. Direkt neben dem Stadtpark liegt die als Veranstaltungsort genutzte Festwiese.

### E-Werk Luckenwalde

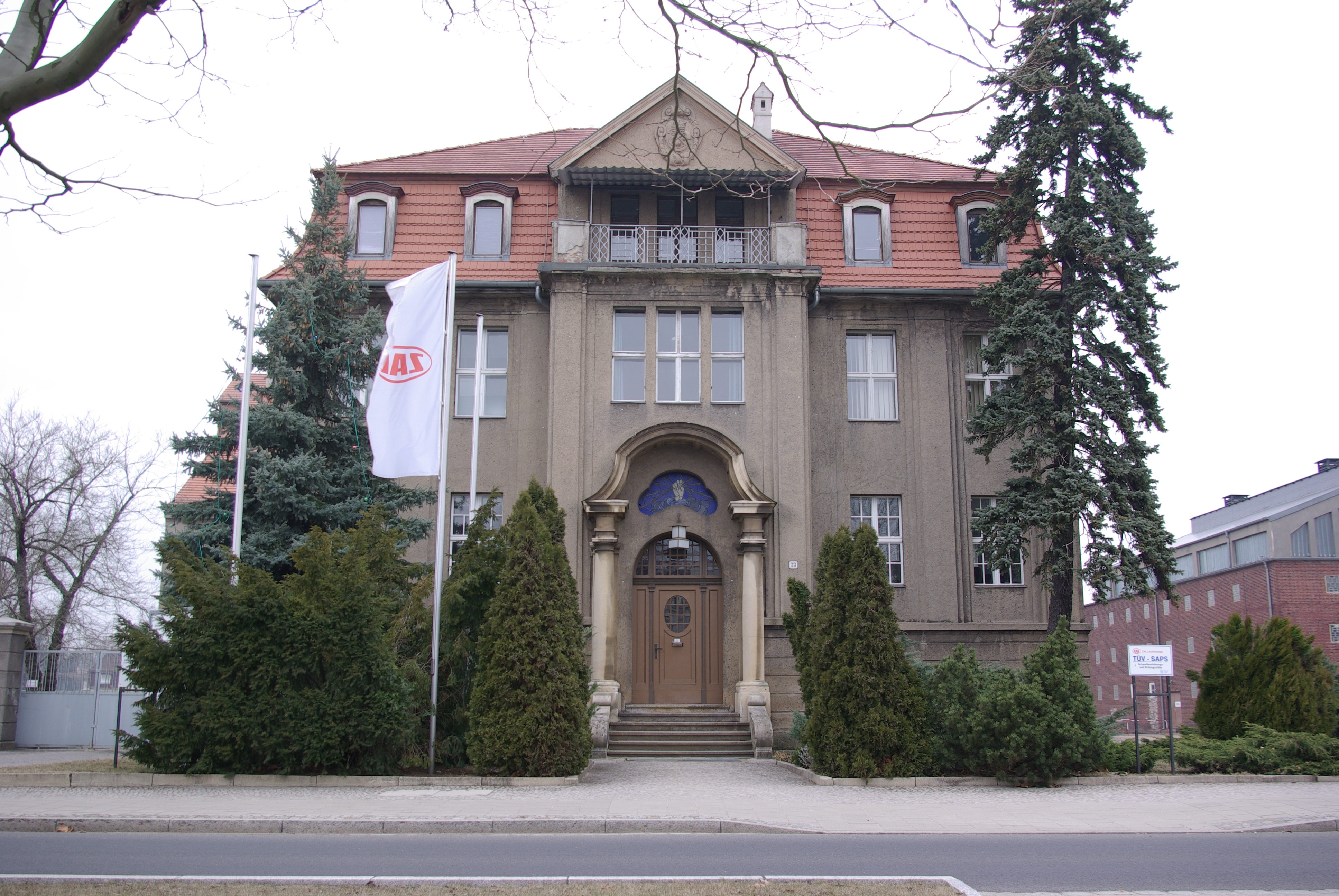
E-Werk Luckenwalde, Vorderhaus in der Rudolf-Breitscheid-Straße 73

Das E-Werk Luckenwalde ist ein unter Denkmalschutz stehendes ehemaliges Braunkohlekraftwerk, das von dem Künstlerpaar Pablo Wendel und Helen Turner in ein Kunstzentrum umgewandelt wurde. Neben wechselnden Ausstellungen und öffentlichen Veranstaltungen bestehen verschiedene Werkstätten und Ateliers. Nach umfangreichen Sanierungsarbeiten produziert das E-Werk inzwischen auch wieder nachhaltigen „Kunststrom“, aus dessen Erträgen Kunst und Kultur gefördert werden.

### Kunsthalle Vierseithof und Stadttheater

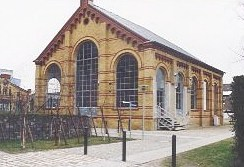
Kunsthalle Vierseithof in Luckenwalde

Der heute als Hotel genutzte, unter Denkmalschutz stehende Vierseithof entstand in den Jahren 1780 bis 1785 auf Betreiben Friedrichs II. von Preußen, der hier für die infolge eines Stadtbrandes in Gera obdachlos gewordenen Zeugmacher eine Tuchmanufaktur, die sog. Große Fabrik, einrichten ließ. Die heutige Kunsthalle (eröffnet im Herbst 1997) befindet sich in der ehemaligen Turbinenhalle. Sie stellt neben Werken namhafter zeitgenössischer Künstler aus dem In- und Ausland auch Arbeiten junger Künstler aus Ostdeutschland aus.
Die Kunsthalle wird unter Vorsitz des Berliner Künstlers Reinhard Stangl vom „Verein der Freunde und Förderer der Kunsthalle Vierseithof in Luckenwalde“ geführt. Neben den Ausstellungen bietet die Kunsthalle auch andere kulturelle Veranstaltungen wie Musik, Theater oder Lesungen.
Von 1928 bis 1930 wurde das Stadttheater und die Friedrich-Ebert-Grundschule im Stil des Neuen Bauens errichtet. Bis heute ist es ein Zentrum des kulturellen Lebens in Luckenwalde, hier finden Konzerte, Theateraufführungen und offizielle Empfänge statt.

### Museen
Das HeimatMuseum Luckenwalde mit der 2006 eröffneten Dauerausstellung und zahlreichen weiteren Angeboten zeigt aus geschichtlicher Perspektive, wie beispielsweise Beschlüsse durch Monarchen und Politiker, Erfinder und Fabrikbesitzer, Wirtschaftskrisen, die Jahre des Nationalsozialismus, der Planwirtschaft und der Währungsunion das Leben Luckenwaldes prägten.
Ferner gibt es in Luckenwalde ein Rotkreuz-Museum, getragen von der Stiftung Rotkreuz-Museum im Land Brandenburg. Es wurde 2012 erweitert.

### Ehem. Hutfabrik Steinberg, Herrmann & Co.

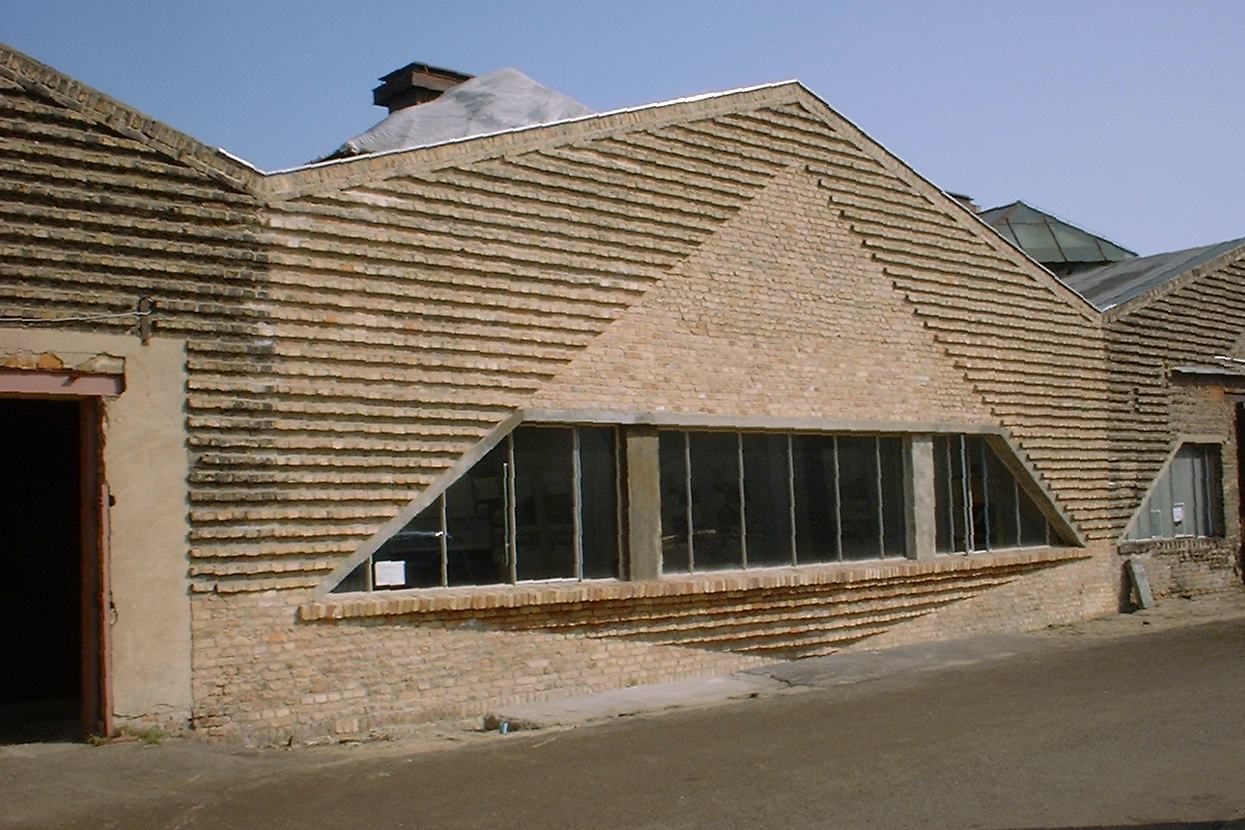
Hutfabrik von Erich Mendelsohn

Am Stadtrand steht ein Industrie-Baudenkmal ersten Ranges, die ehemalige Hutfabrik Friedrich Steinberg, Herrmann & Co., die 1921–1923 nach Entwürfen von Erich Mendelsohn, einem der wichtigsten Architekten des 20. Jahrhunderts, erbaut wurde.

### Elsthal
Das heutige Landschaftsschutzgebiet Elsthal ist eine Niederung im Süden von Luckenwalde, die von der Nuthe durchflossen wird. Deshalb war das Elsthal in der Vergangenheit immer wieder von Überflutungen betroffen. Bis in die Mitte des 20. Jahrhunderts wurde im Winter auf den zugefrorenen Elsthalwiesen Schlittschuh gelaufen. Bereits im Jahre 1861 existierte hier eine Flussbadeanstalt, ein Naturbad, das 1925 durch ein modernes Freibad ersetzt wurde.
Bis heute ist das Elsthal ein schöner, naturnaher Ausflugsort. Ausflugsziel ist neben dem in den 1980er Jahren erneuerten Freibad die Jagdgaststätte Elsthal.
Die Tausendjährige Linde im Elsthaler Hof, am Nordende der Elsthaler Straße, ist ein sehenswertes Naturdenkmal des Elsthales.
Im Elsthal befindet sich auch eine Gartensiedlung.
Der Stadtpark befindet sich in Nachbarschaft zum Elsthal, auf der anderen Seite verläuft der Flaeming-Skate.

### Weitere Sehenswürdigkeiten
Hervorzuheben sind auch das Freizeitbad „Fläming-Therme“ und das im Sommer 2003 restaurierte ehemalige Schulgebäude Am Markt 12a, das heute die Kultur- und Begegnungsstätte beherbergt. Das Gebäude wurde Mitte der zweiten Hälfte des 18. Jahrhunderts auf dem nicht mehr genutzten Friedhof der St.-Johannis-Kirche errichtet. Bei der Restaurierung wurden zahlreiche Gräber um das Gebäude geborgen. Das ehemalige Postgebäude im Stil der Neorenaissance entstand 1890/1891. Der Postbetrieb wurde im Jahr 1997 eingestellt.
Der Waldfriedhof entstand in 1921/1922 nach Plänen des österreichischen Architekten Richard Neutra als erster Friedhof der Stadt, der allen Konfessionen offenstand.
Die Bauruine des Betriebes „Kontaktbauelemente“ in der Mauerstraße ziert seit dem Jahr 2011 das Riesenposter eines Gemäldes des Leipziger Künstlers Aris Kalaizis. Dieses Poster ist für Bahnfahrer der ICE-Strecke Berlin-Leipzig vom Zug aus gut zu betrachten.

### Geschichtsdenkmale
- Denkmal von 1979 im Stadtpark des Ortsteils Luckenwalde für die Opfer des Stammlagers III A im Ortsteil Frankenfelde
- Kriegsgräberstätte Stalag-Friedhof auf dem historischen Gelände, mit
  - Friedhof und Ehrenmal für die italienischen Militärinternierten
  - Zentralem Gedenkplatz mit Marmortafel für französische Gefangene
  - Feld mit Einzel- und Sammelgräbern verschiedener Nationen
  - Großer Anlage mit Massengräbern der sowjetischen Opfer samt Gedenkwand
- Ehrengrabanlage von 1946 auf dem Friedhof vor dem Baruther Tor des Ortsteils Luckenwalde für Kriegsgefangene und Zwangsarbeiter aus acht Ländern
- Gedenktafel an der Breiten/Ecke Parkstraße an den Arbeitersportler Ernst Kloß, der dort von SA-Männern 1933 ermordet wurde
- Gedenktafel am Rathaus am Markt an mehrere Opfer der NS-Herrschaft
- Gedenktafel von 1988 in der Puschkinstraße 38 an der ehemaligen Synagoge von 1897 zur Erinnerung an die Verfolgung der jüdischen Gemeinde
- Gedenkstein von 1988 auf dem Gelände des ehemaligen jüdischen Friedhofs, der 1818 eingerichtet und 1943 verwüstet wurde

### Luftschutzanlagen

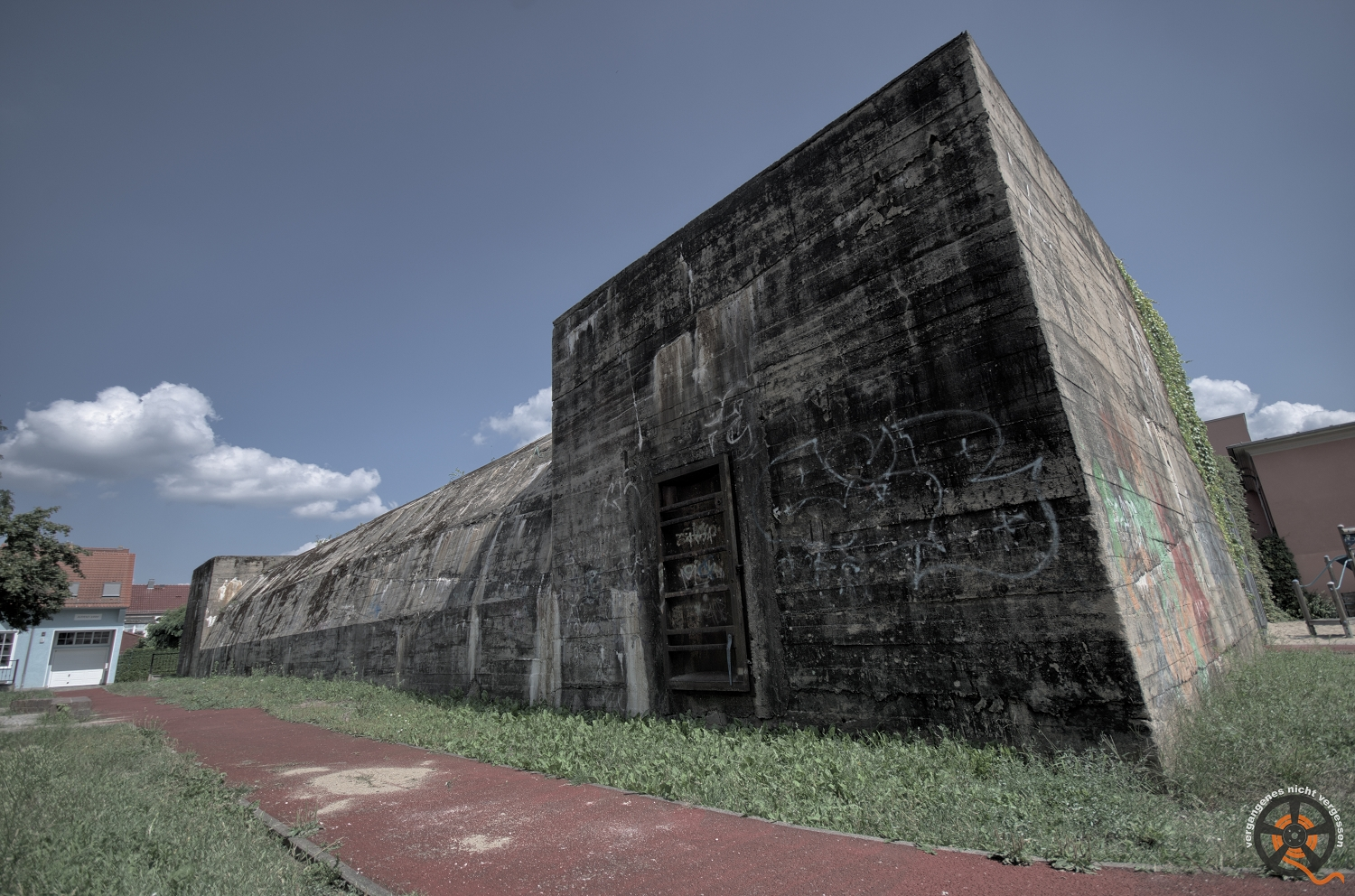
Salzgitter-Bunker in Luckenwalde

- Salzgitter-Bunker neben der Friedrich-Ebert-Schule[35]
- Luftschutzkeller Kita „Am Weichpfuhl“[36]

### Naturdenkmale
Siehe Liste der Naturdenkmale in Luckenwalde

## Wirtschaft und Infrastruktur
Luckenwalde besaß große Bedeutung als Industriestadt, seit der deutschen Wiedervereinigung entwickelt sich der Tourismus zum wirtschaftlichen Schwerpunkt der Stadt und ihrer Umgebung.

### Unternehmen
Der Wirtschaftsstandort wurde 2005 vom Land Brandenburg als einer von 15 regionalen Wachstumskernen im Land bestimmt. Dadurch werden ausgewählte zukunftsorientierte Branchen gefördert.
- Rosenbauer Feuerwehrtechnik GmbH (vormals Metz-FGL Feuerwehrtechnik GmbH bzw. Koebe).
- Hesco Kunststoffverarbeitung GmbH, früher bekannt als „Plasteschulze“ (Helmut Schulze), größter Kabelschellenproduzent der DDR, sukzessive verstaatlicht und enteignet, 1990 reprivatisiert.
- ESB Schulte GmbH und Co. KG, Tochterunternehmen der ECO Schulte GmbH und Co. KG aus Menden, produziert Baubeschläge aller Art
- Luckenwalder Fleischwaren GmbH, schon im Mittelalter war Luckenwalde für seine Wursterzeugung bekannt
- Niendorf Flügel- und Klavierfabrik, besteht seit 1896

Ehemalige Unternehmen
- VEB Volltuch Luckenwalde, auf dem Betriebsgelände befinden sich jetzt eine Wohnsiedlung, Hotel und Kunsthalle Vierseithof sowie eine Bowlingbahn
- Spirituosenfabrik Gebrüder Falkenthal, deren bekanntestes Produkt der Zinnaer Klosterbruder war. Die Baulichkeiten wurden nach der Betriebseinstellung im Jahre 2006 teilweise abgerissen. Das Hauptgebäude ist inzwischen voll saniert und Blickfang des jetzigen Gewerbehofs Luckenwalde
- Luckenwalder Tüten- und Papptellerfabrik GmbH, ursprünglich von Hermann Henschel gegründet, bis 2012 aktiv
- Luckenwalder Spezialitäten Brauerei mit über 100-jähriger Brautradition. Sie füllte Biere in Bügelverschlussflaschen ab. Die Brauerei gehörte später der Eignerfamilie der Peniger Spezialitätenbrauerei, die in den letzten Jahren auch die Abfüllung übernahm. Der Braubetrieb wurde 2012 eingestellt.[37]
- European Panel Factory der Nanosolar GmbH, Tochterunternehmen der Nanosolar Inc. mit Sitz in San José (Kalifornien) zur Herstellung von Photovoltaik-Paneelen, Umbenennung in Smartenergy 2013,[38] Insolvenz 2016[39]

### Öffentliche Einrichtungen
Die Stadt ist Sitz des für den südlichen Teil des Landkreises Teltow-Fläming zuständigen Amtsgerichts Luckenwalde.

### Verkehr
Die Bundesstraße 101 zwischen Trebbin und Jüterbog führte bis zur Fertigstellung der Ortsumgehung im Jahr 2013 durch Luckenwalde und verläuft seitdem mehrstreifig ausgebaut westlich des Stadtgebietes. Die Landesstraße L 73 zwischen Michendorf und Baruth/Mark durchquert das Stadtgebiet.

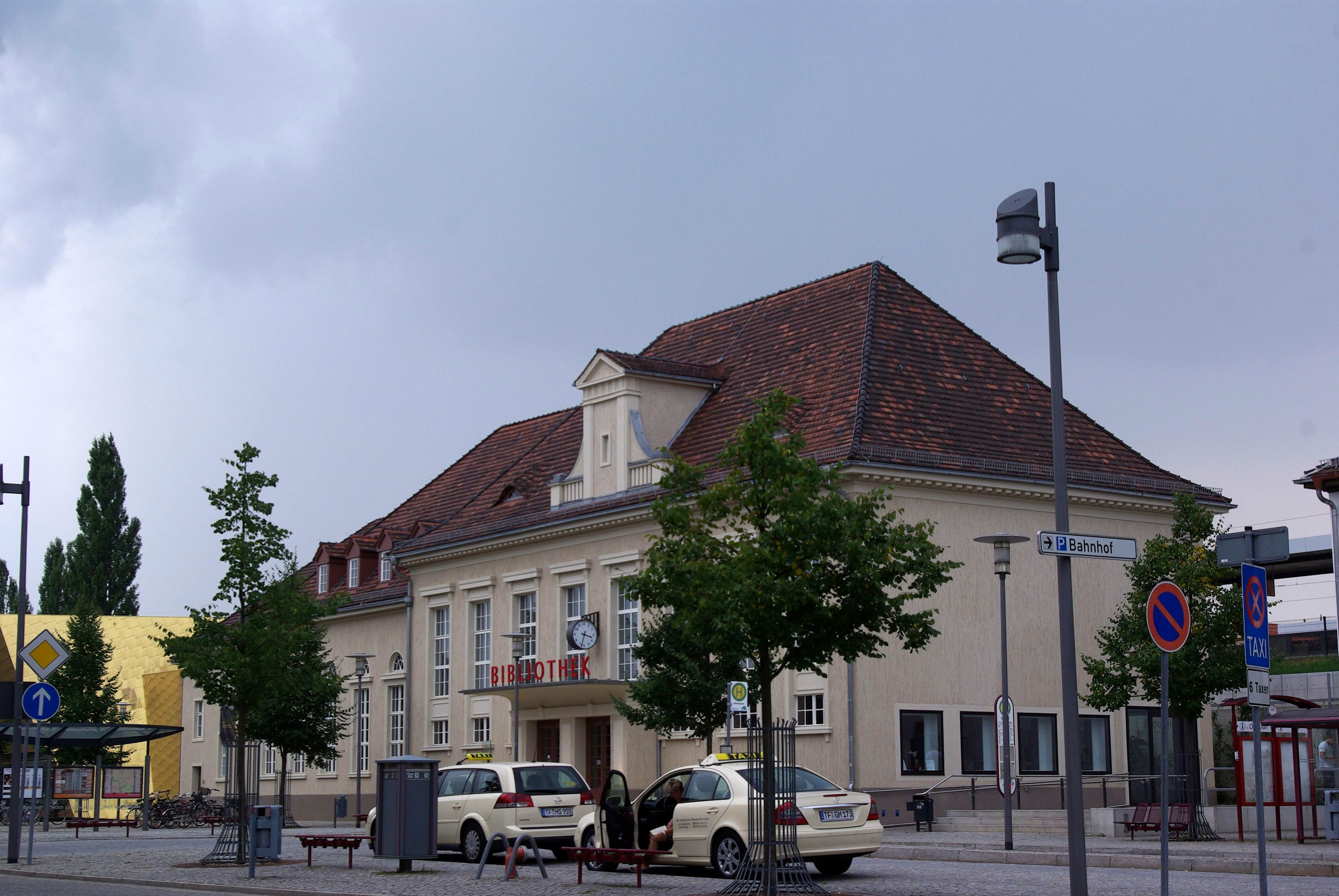
Bahnhof Luckenwalde

Der Bahnhof Luckenwalde liegt an der Bahnstrecke Berlin–Halle. Hier halten die Züge der Regional-Express-Linien RE 3 Stralsund Hbf/Schwedt–Berlin–Jüterbog–Lutherstadt Wittenberg und RE 4 Rathenow–Berlin–Jüterbog–Falkenberg (Elster).
Das Empfangsgebäude des Bahnhofs wird seit 2008 von der Stadtbibliothek genutzt. Im ehemaligen Postbahnhof wurde nach dessen Modernisierung eine Mobilitätszentrale eingerichtet. Das Bahnhofsensemble steht heute unter Denkmalschutz.
Der Bahnhof Kolzenburg an der Bahnstrecke Zossen–Jüterbog wurde 1976 geschlossen. Ebenfalls stillgelegt wurden die Jüterbog-Luckenwalder Kreiskleinbahnen.

### Sport
Im Bereich von Luckenwalde verläuft die Skatebahn „Flaeming-Skate“. Luckenwalde bietet für die Skater und Radfahrer zwei Einstiegspunkte in die Skatebahn – einen am Kreishaus, einen im Elsthal – und bezeichnet sich daher auch als Tor zur Fläming-Skate. Sie ist mit mittlerweile ca. 230 km Länge die längste Inline-Skater-Strecke Europas.
In unmittelbarer Nähe zur Skatebahn existiert eine BMX-Anlage. Sie besteht aus drei Starthügeln, besitzt Sprunghügel und Steilkurven.
Vereinsleben
In Luckenwalde existieren knapp 30 Sportvereine. Der wohl größte darunter ist der 1. Luckenwalder Sportclub (1. LSC) mit seinen Abteilungen Ringen und Schwimmen. Im März 2006 (Saison 2005/2006) wurde der 1. LSC Deutscher Mannschafts-Meister in der 1. Bundesliga im Ringen. Ringer der BSG Dynamo Luckenwalde nahmen in den 1960er bis 1980er Jahren an Olympischen Spielen, Welt- und Europameisterschaften teil.
Der Fußballverein FSV 63 Luckenwalde spielt seit der Saison 2015/2016 in der Fußball-Regionalliga Nordost, der vierthöchsten Spielklasse im deutschen Fußball. Außerdem wurde er – im Vorfeld der Fußball-Weltmeisterschaft 2006 – als Sieger der Kampagne Klub 2006 ausgelost, gegen die deutsche Fußballnationalmannschaft zu spielen. Das Spiel fand am 16. Mai 2006 im Mannheimer Carl-Benz-Stadion statt. Deutschland gewann 7:0.
Die Schützengilde Luckenwalde von 1425 e. V. zählt zu den ältesten Vereinen in Brandenburg und ist seit 2016 Teil des besonders erhaltenswerten Welterbes der Unesco – der Kulturorganisation der Vereinten Nationen.

## Persönlichkeiten

Gedenktafel für Fontane

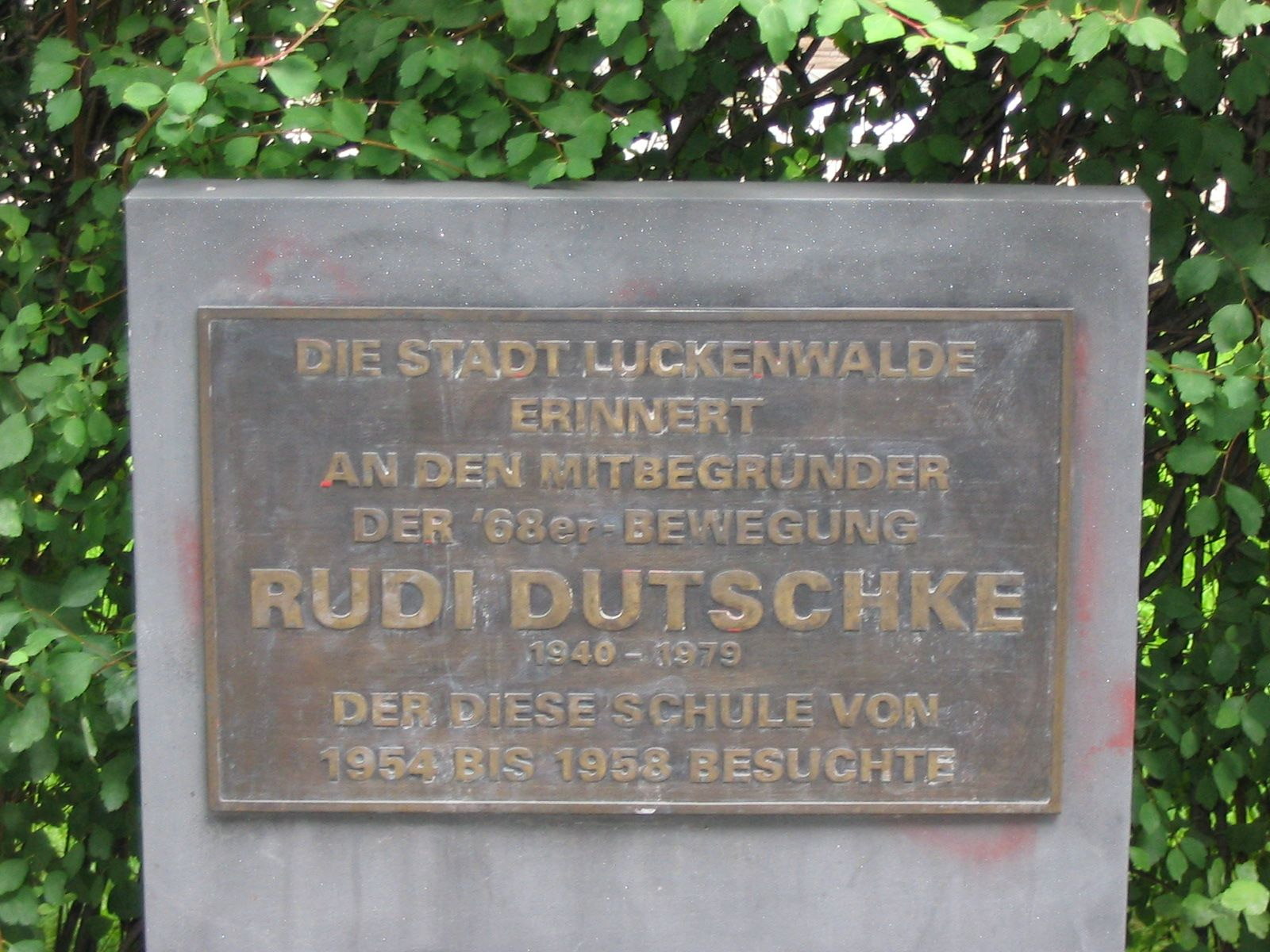
Gedenktafel für Rudi Dutschke

Theodor Fontane besuchte die Stadt und widmete ihr in den Wanderungen durch die Mark Brandenburg das eigene Kapitel Luch im Wald. Es gibt eine Gedenktafel auf dem Marktplatz, die an Fontane erinnert. Außerdem veranstaltet der Heimatverein Fontane-Lesungen.

### Söhne und Töchter der Stadt

#### Vor 1900
- Ernst Wratislaw Wilhelm von Wobeser (1727–1795), Diakon der Herrnhuter Brüdergemeine, Dichter und Übersetzer
- Carl Anwandter (1801–1889), Politiker, Auswanderer nach Chile
- Thuiskon Beutner (1816–1882), Chefredakteur der Neuen Preußischen Zeitung
- Ernst von der Burg (1831–1910), königlich-preußischer General und Diplomat
- Hermann Henschel (1843–1918), Erfinder
- Otto von Hentig (1852–1934), Jurist und Politiker
- Georg Coates (1853–1924), Diplomat
- Franz Urbig (1864–1944), Bankier
- Carl Dietrich Harries (1866–1923), Chemiker
- Friedrich Carlén (1867–1907), Opernsänger (Tenor)
- Paul Arndt (1870–1942), Nationalökonom
- Hans Grohe (1871–1955), Industrieller
- Otto Geißler (1872–1939), Wasserbauingenieur
- Max Felgentreu (1874–1952), Landschaftsmaler der Düsseldorfer Schule
- Alfred Striemer (1879–1955), Wirtschaftswissenschaftler und Politiker
- Egon von Kameke (1881–1955), Maler
- Paul Koebe (1882–1945), Mathematiker
- Grete Budde (1883–1967), Bildhauerin
- Willy Scholz (1889–1945), Politiker (KPD), Widerstandskämpfer
- Elli Heimann (1891–1966), Malerin

#### 1900–1949
- Arno Ertner (1904–1943), Ingenieur und römisch-katholischer Märtyrer
- Maria Nicklisch (1904–1995), Schauspielerin
- Karl Helling (1904–1937), Schach-Olympionike
- Heinz Guttfeld (1904–1995), Meteorologe
- Hans Freudenthal (1905–1990), Mathematiker und Mitglied der jüdischen Gemeinde
- Wilhelm Messerschmidt (1906–1975), Physiker
- Ewald Deul (1907–2002), Kunstmaler
- Herbert Stahl (1908–1984), baptistischer Theologe
- Gustav Könnecke (1908–1992), Agrarwissenschaftler
- Ulrich Venzlaff (1921–2013), Psychiater
- Günter Kaekow (1924–2021), Generalmajor der NVA
- Wolfgang Schlieder (1926–2021), Papierhistoriker
- Herbert Schoen (1929–2014), Fußballspieler
- Eberhard Czichon (1930–2020), Historiker
- Michael Hanack (1931–2019), Professor für Chemie an der Universität Tübingen
- Bernhard Kadenbach (1933–2021), Biochemiker
- Manfred Bille (1937–2010), Politiker (SED)
- Dieter Nippert (1937–2018), Politiker (CDU), Mitglied des Berliner Abgeordnetenhauses
- Bernhard von Breidenbach zu Breidenstein (1938–2019), Jurist und Geschäftsführer des Hessischen Bauernverbandes
- Michael Otto (* 1938), Maler und Graphiker
- Hans-Joachim Hecht (* 1939), Schach-Großmeister
- Paul C. Martin (1939–2020), Wirtschaftsjournalist und Buchautor
- Hinrich Enderlein (* 1941), Politiker (FDP)
- Ludwig-Holger Pfahls (* 1942), politischer Beamter, in einen Spendenskandal verwickelt
- Helga Riedel (* 1942), Schriftstellerin
- Dietrich Hildebrandt (1944–2015), Politiker (KBW, Bündnis 90/Die Grünen)
- Till Meyer (* 1944), Terrorist der Bewegung 2. Juni, IM der Stasi
- Heinz-Joachim Rothenburg (* 1944), Kugelstoßer
- Frank-Olaf Radtke (* 1945), Erziehungswissenschaftler
- Margit Görsch (* 1945), Politikerin (CDU), Mitglied des Berliner Abgeordnetenhauses
- Gerd Zimmermann (* 1946), Architekt
- Hartmut Briesenick (1949–2013), Leichtathlet

#### Ab 1950
- Marianne Adam (* 1951), Leichtathletin
- Thomas Arndt (* 1952), Ornithologe
- Rainer Kirchmann (* 1952), Musiker
- Wolfgang Martin (* 1952), Journalist
- Rosemarie Kother (* 1956), Schwimmerin
- Thomas Schnelle (* 1960), Radrennfahrer
- Stephan Baumecker (* 1961), Schauspieler
- Kornelia Wehlan (* 1961), Politikerin (Die Linke), Abgeordnete im Brandenburgischen Landtag
- Carsten Preuß (* 1962), Politiker (parteilos für Die Linke)
- Hubertus Milke (* 1962), Bauingenieur
- Thomas Georgi (* 1962), Politiker (CDU), Mitglied des Berliner Abgeordnetenhauses
- Axel Buchholz (* 1965), Schauspieler
- Matthias Matting (* 1966), Journalist
- Bernhard Herrmann (* 1966), Politiker (Bündnis 90/Die Grünen), MdB
- Susanne Lahme (* 1968), Volleyball- und Beachvolleyballspielerin
- Kat Menschik (* 1968), Illustratorin
- Thomas Höpel (* 1968), Historiker
- Barbara Röhner (* 1969), Kunsthistorikerin und Kuratorin
- Esther Schröder (* 1969), Politikerin (SPD, PDS), Abgeordnete im Brandenburgischen Landtag
- Christiane Budig (* 1969), Künstlerin
- Ilka Bessin (* 1971), Komikerin („Cindy aus Marzahn“)
- Enrico Schleiff (* 1971), Physiker und Biologe, Professor, Präsident der Goethe-Universität Frankfurt am Main.
- Sara Noxx (* 1971), Musikerin
- Katja Wiesmann (* 1972), Richterin am Bundesfinanzhof
- Stephanie Gamp (* 1973), Juristin
- Katherina Reiche (* 1973), Politikerin (CDU), 1998–2015 MdB, seit 2025 Bundeswirtschaftsministerin
- Ines Sommer (* 1973), Schriftstellerin, lebt und arbeitet in Wien[43]
- Dirk Schrödter (* 1978), Ministerialbeamter und Politiker (CDU)
- Kerstin Merlin (* 1978), Schlagersängerin
- Andreas Lehmann (* 1979), Komponist und Arrangeur
- Niklas Kohrt (* 1980), Schauspieler
- Bengt Bergt (* 1982), Politiker (SPD), MdB
- Henri Schmidt (* 1983), Politiker (CDU)
- Erik Stohn (* 1983), Politiker (SPD), Abgeordneter im Brandenburgischen Landtag
- Benjamin Gutsche (* 1985), Regisseur und Drehbuchautor[44]
- Silvio Bankert (* 1985), Fußballspieler und -trainer
- Florian Streso (* 1985), Radiojournalist und Musiker
- Marcus Jahn (* 1986), Fußballspieler und -trainer
- Katrin Jaehne (* 1987), Schauspielerin und Sprecherin
- Josephine Schlanke (* 1988), Fußballspielerin
- David Hollwitz (* 1989), Fußballspieler
- Steven Jahn (* 1989), Fußballspieler
- Carla Nelte (* 1990), Badmintonspielerin
- Tim Kleindienst (* 1995), Fußballspieler

### Mit Luckenwalde verbundene Persönlichkeiten
- Friedrich Adler (1827–1908), Architekt, Bauforscher und Archäologe, auf seinen Entwurf geht die St.-Jakobi-Kirche zurück
- Erich Mendelsohn (1887–1953), Architekt, realisierte in Luckenwalde einige seiner Arbeiten, besonders bekannt ist sein Bau der Hutfabrik Friedrich Steinberg, Herrmann & Co.
- Hans Krüger (1909–1988), SS-Hauptsturmführer und verurteilter Kriegsverbrecher, ging in Luckenwalde zur Schule
- Willi Schwabe (1915–1991), Schauspieler, agierte zwei Jahre als Spielwart und Schauspieler am I. Kurmärkischen Landestheater in Luckenwalde
- Curt-Jürgen Heinemann-Grüder (1920–2010), 1952 bis 1953 Lehrvikar in Luckenwalde und Dobbrikow
- Werner Lamberz (1929–1978), Mitglied des Politbüros des Zentralkomitees der SED, absolvierte in Luckenwalde seine Berufsausbildung. Um die Aufstellung einer Gedenkstele zu seinem Andenken im Rahmen eines Kunstprojekts entzündete sich im Jahr 2007 ein lokalpolitischer Streit.[45]
- Armgard Stenzel (* 1937), Schmuckgestalterin und Emailleurin
- Manfred Stenzel (1939–2023), Schmuck- und Metallgestalter
- Rudi Dutschke (1940–1979), Studentenführer, ging in Luckenwalde zur Schule